# Baud (Morbihan)
Pour les articles homonymes, voir Baud.
Baud [bo] est une commune du département du Morbihan, dans la région Bretagne, en France.

## Géographie

### Localisation
Le bourg de Baud est situé au sud de Pontivy (21,7 km à vol d'oiseau), au nord-ouest de Vannes (31,3 km à vol d'oiseau) et au nord-est de Lorient (29,6 km à vol d'oiseau).

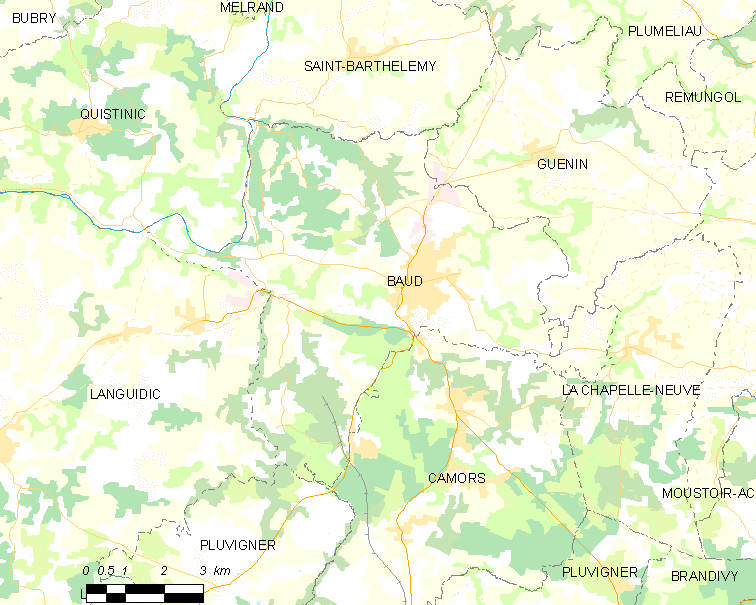
Carte de Baud et des communes avoisinantes.

| Quistinic | Saint-Barthélémy | Guénin            |
| Languidic | Baud             | La Chapelle-Neuve |
| Languidic | Pluvigner        | Camors            |

### Description générale
| - Carte de la commune de Baud dans son environnement géographique. |

La commune s'étend sur 4 809 hectares.Le sol est granitique au nord-est et schisteux au sud et sud-est. Sur les plateaux et sur les flancs des vallées, la terre est propre à la culture. Par contre, plusieurs buttes granitiques ou schisteuses ont une couche de terre arable insuffisante. C'est le domaine des bois, taillis ou landes. La commune est bordée en bonne partie par le fleuve côtier Blavet, son affluent, l'Ével et son sous-affluent le Tarun. Le climat est tempéré avec une température moyenne de 12 °C et une pluviométrie annuelle d'environ 950 mm.

### Relief et hydrographie
Le finage de la commune a une altitude variant entre 158 mètres (dans les Landes de Kerbraz, dans la partie nord-ouest du territoire communal, la plus élevée) et 25 mètres (à Pont-Augan, situé à l'extrême-ouest de la commune, à la confluence du Blavet et de l'Ével. La majeure partie de la commune, y compris la ville de Baud elle-même, est vers 70 mètres d'altitude, formant un plateau qui se relève vers l'est jusqu'à 107 mètres d'altitude (au lieu-dit "le Plateau") et qui s'abaisse dans les zones périphériques du territoire communal, en raison des vallées qui le limitent : celle du Blavet à l'ouest (son cours, rectiligne nord-sud, est très encaissé, d'une soixantaine de mètres, dans sa partie amont, entre Pont Saint-Adrien et le Guern, mais s'évase plus en aval, coulant alors en direction de l'ouest jusqu'à Pont-Augan) ; celle de son affluent de rive gauche l'Ével, qui forme la limite est et par endroits sud de la commune, entrant dans celle-ci vers 40 mètres d'altitude près de Kerhilio et atteignant 26 mètres à sa confluence après avoir dessiné plusieurs méandres dans la partie orientale de la commune, séparant celle-ci de Guénin, avant de couler vers l'ouest ensuite, dans une vallée élargie et évasée à partir de sa confluence avec son propre affluent de rive gauche, le Tarun et notamment vers Kerhouiden et Quinipily où se trouve aussi un étang qui occupe le site d'une ancienne carrière exploitée pendant un siècle entre 1901 et 2001) ; au nord un autre affluent de rive gauche du Blavet, le Ruisseau de Kermorvan (qui porte aussi les noms de "Ruisseau de Kerdualic" plus en amont et de "Ruisseau du Roffol", puis de "Ruisseau de Kernars" dans sa partie aval) marque la limite avec la commune voisine de Saint-Barthélemy.

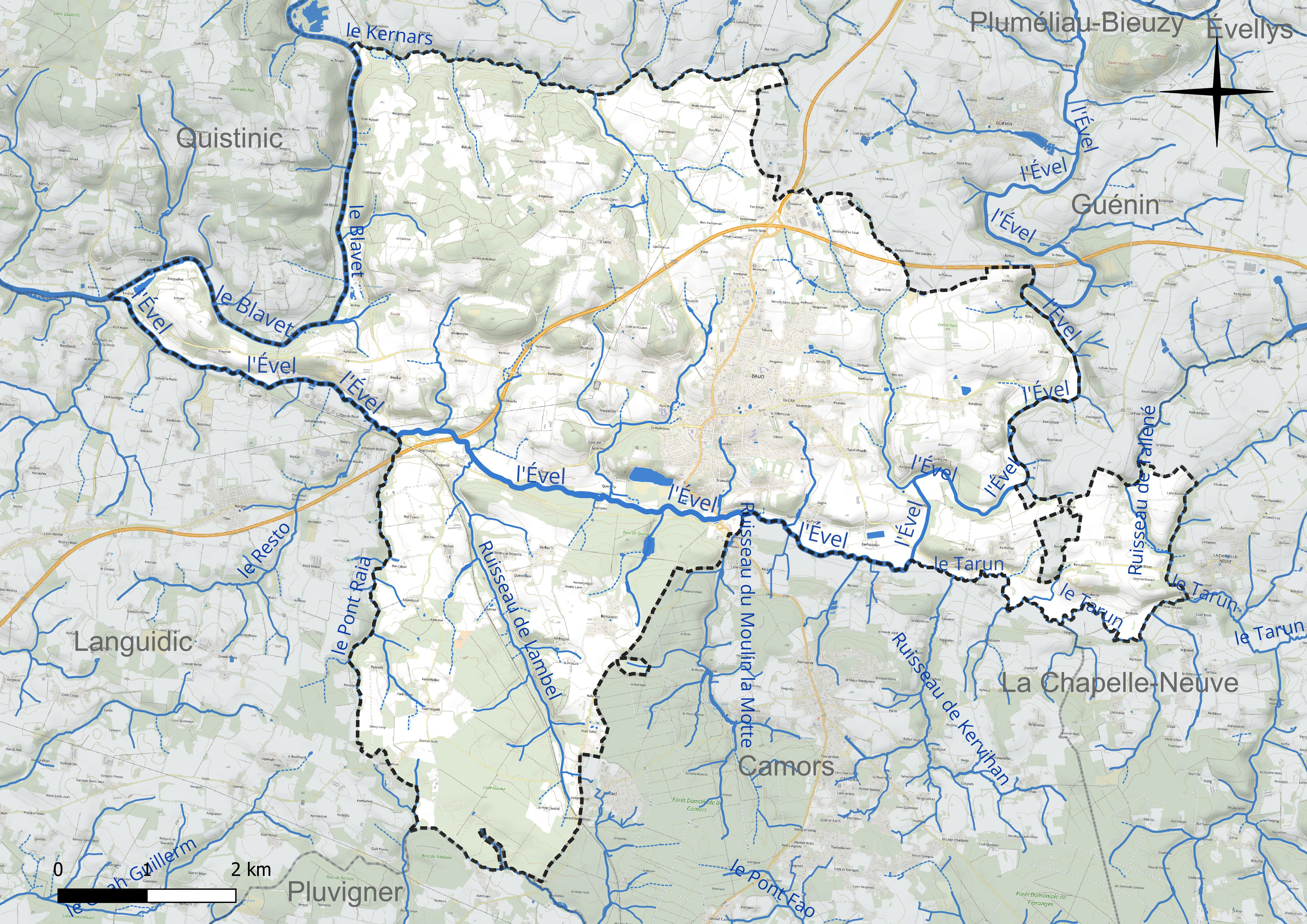
Réseau hydrographique de Baud[Note 1].
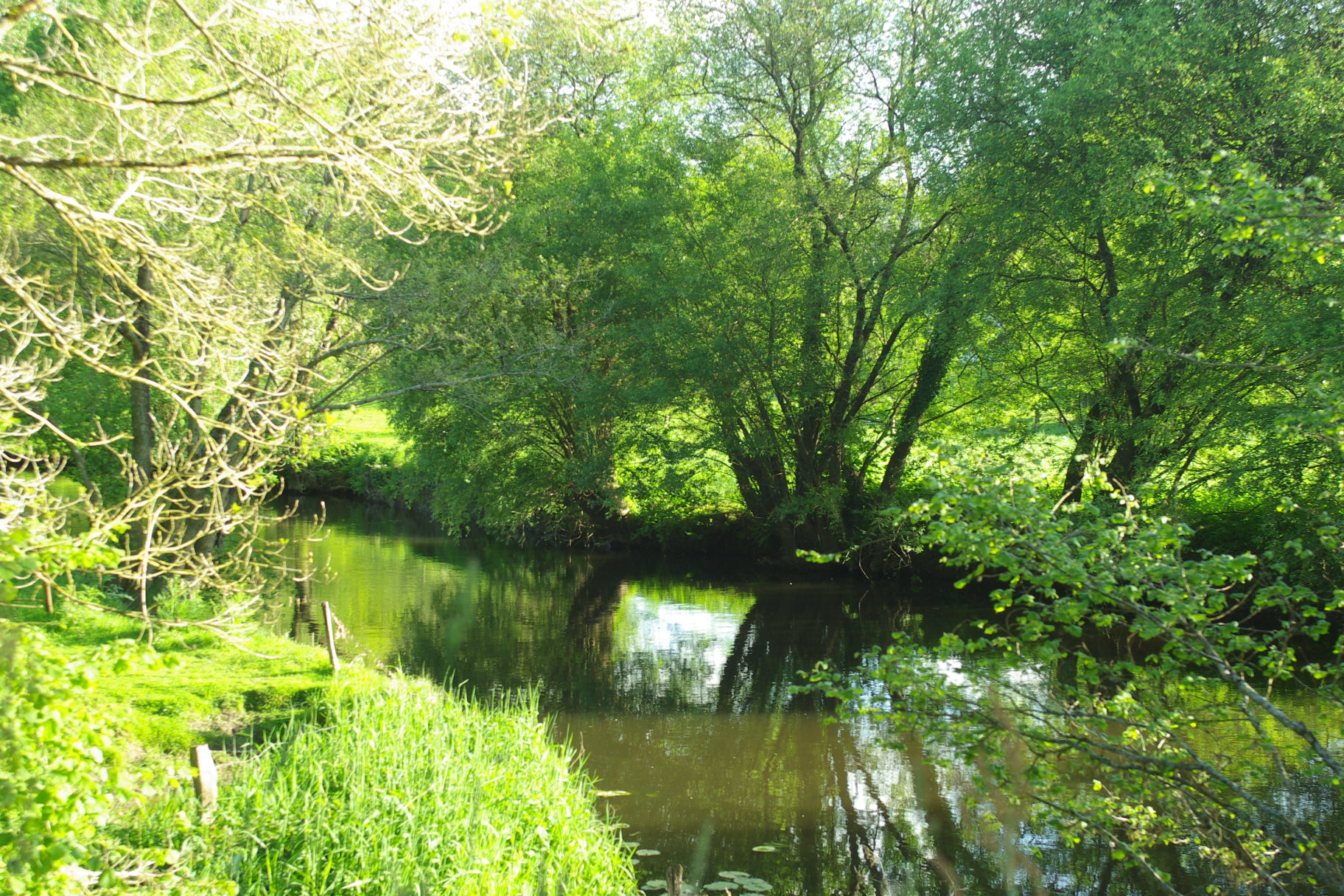
L'Ével à quelques mètres de sa confluence avec le Blavet.

Le tiers sud du territoire communal est situé sur la rive gauche de l'Ével : il comprend de nombreuses parties boisées, notamment le Bois de Quinipily et le Bois de Coët Fourno, des prolongements de la forêt de Camors, mais aussi des parties cultivées autour, par exemple des hameaux de Rimaison, Guernegarh et Loposcoal. Ce tiers sud du finage de Baud est limité côté ouest par le cours du Ruisseau de Pont Pala, un affluent de l'Ével.
Le territoire communal est aussi caractérisé par deux excroissances : l'une au sud-est du finage, sur la rive gauche de l'Ével, qui cesse alors momentanément de servir de limite communale, laquelle est alors formée par le Tarun, dans la région de Kerbohec ; cette excroissance se prolonge même vers l'est dans la zone des hameaux de Kerhabellec, Lintivic, etc., rattachée au reste de la commune par une mince langue de terre enserrée entre les finages des communes de Camors au sud, de La Chapelle-Neuve à l'est et de Guénin au nord, une partie du territoire de cette dernière commune s'étirant vers le sud aux alentours du hameau de Kerdélis.
Mais l'excroissance la plus notable du territoire communal est à l'ouest, formée par la presqu'île de confluence entre le Blavet et l'Ével, étirée vers l'ouest sur plusieurs kilomètres et peu large, de moins de 500 mètres du nord au sud, au niveau du tunnel ferroviaire de Baud. Son altitude atteint jusqu'à 75 mètres, dominant de près d'une cinquantaine de mètres les vallées avoisinantes ; cette langue de terre est enserrée entre les communes de Quistinic au nord et Languidic au sud.
« Cette langue de terre, fort élevée en certains endroits, est très étroite à son entrée, entre le village de Bot-Chosse [Botchosse] et l'écluse de Trémorin, et s'élargit vers le village de Loqueltas [Loqueltas], situé près du point de jonction entre les deux rivières. Cette position, très avantageuse sur le point de vue militaire, fut autrefois fortifiée, et l'on y voit encore les restes de ces antiques travaux. Les premiers vestiges de fortifications qu'on rencontre lorsqu'on traverse cette presqu'île de l'est à l'ouest, se trouvent au niveau du village de Bot-Chosse. Ce travail consistait en un fossé profond qui allait d'une rivière à l'autre, et mettait ainsi la presqu'île en état de défense. Ce fossé n'est plus apparent que vers le Blavet ; la culture l'a fait disparaître du côté de l'Ével. À 300 mètres plus loin, prè du village de Kergoët [Kergoët], se trouve un autre fossé qui joignait également les deux rivières. (...). Un champ (...) nommé Er Hastel ("le Castel") est un ancien retranchement (...) placé sur le point culminant de la presqu'île ; [de forme elliptique] son grand diamètre est de 100 m et son petit de 70 m » a écrit François-Marie Cayot Délandre en 1847.

### Géologie
Baud présente un sous-sol principalement granitique (exploité longtemps par des carrières, principalement celles de Quinipily et du Crann).

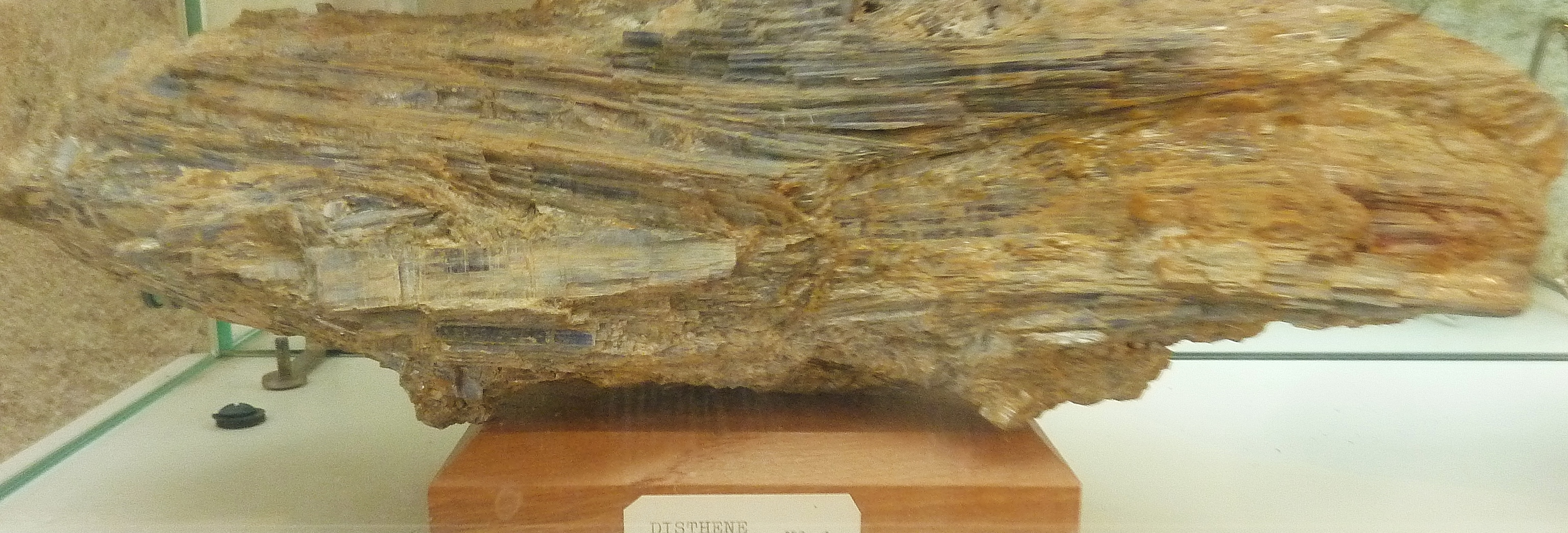
Disthène trouvé à Baud (musée René Métairie de Scaër).

Une mine de plomb argentifère a été exploitée à Saint-Maudé entre 1830 et 1920
.

### Voies de communication
Baud se trouve au croisement de deux axes routiers importants : la RN 24, voie expresse reliant Rennes à Lorient en 2×2 voies et l'axe Auray-Pontivy, dont la première section, de Baud vers Pontivy, est également en 2×2 voies. Par contre la ligne de chemin de fer d'Auray à Pontivy n'est plus utilisée que pour le transport des marchandises, notamment les productions agro-alimentaires du bassin de Pontivy. La gare de Baud et l'usine Unicopa sont situées sur la commune de Languidic, en bordure du territoire de Baud.

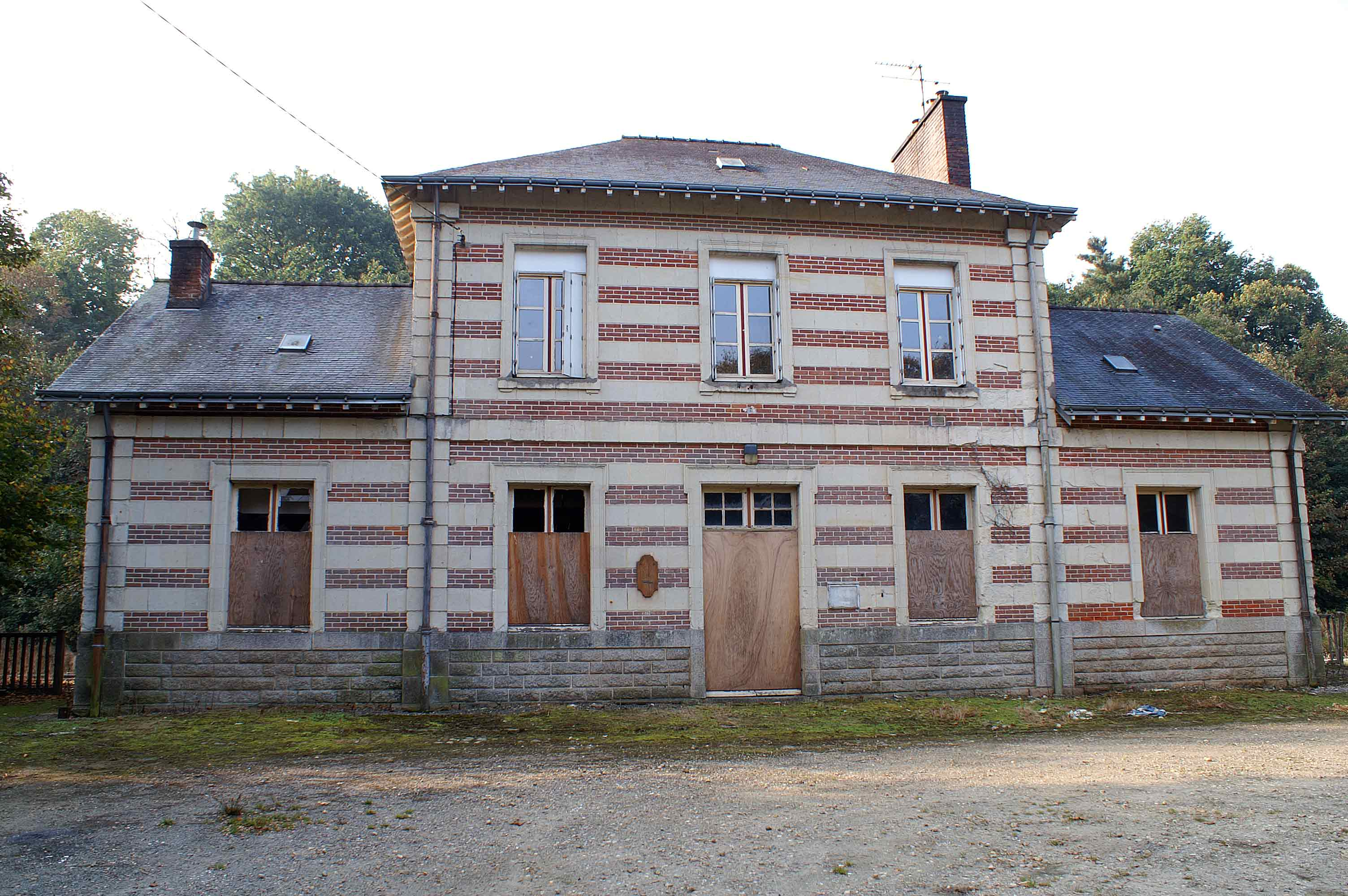
La gare de Baud (bâtiment voyageurs fermé).
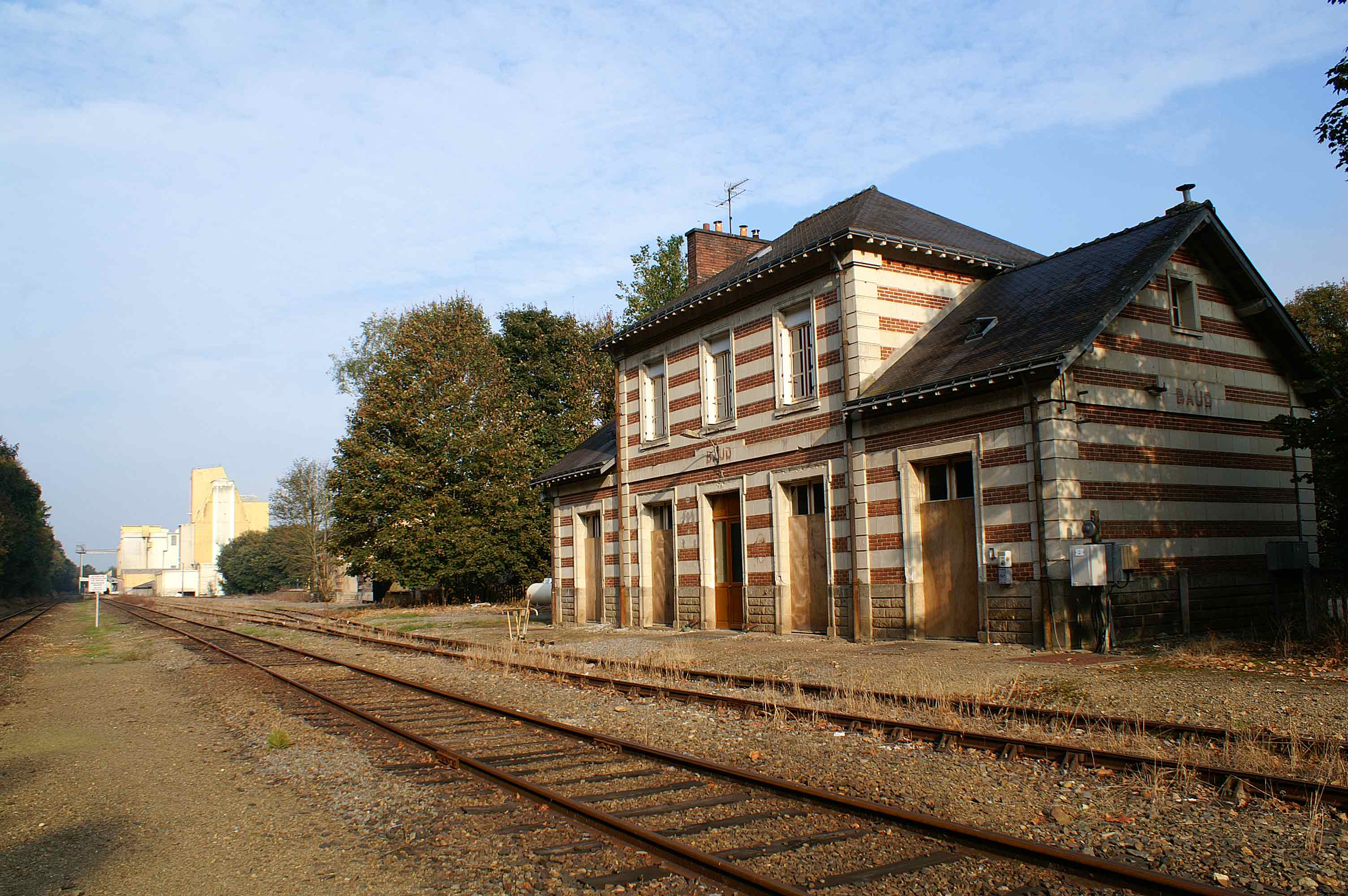
La gare de Baud côté rails et l'usine Unicopa.

Le tunnel et le viaduc de Trémorin sont deux ouvrages d'art qui permettent à la ligne ferroviaire de court-circuiter un méandre du Blavet.

### Climat
Pour des articles plus généraux, voir Climat de la Bretagne et Climat du Morbihan.
En 2010, le climat de la commune est de type climat océanique franc, selon une étude du CNRS s'appuyant sur une série de données couvrant la période 1971-2000. En 2020, Météo-France publie une typologie des climats de la France métropolitaine dans laquelle la commune est exposée à un climat océanique et est dans la région climatique Bretagne orientale et méridionale, Pays nantais, Vendée, caractérisée par une faible pluviométrie en été et une bonne insolation. Parallèlement l'observatoire de l'environnement en Bretagne publie en 2020 un zonage climatique de la région Bretagne, s'appuyant sur des données de Météo-France de 2009. La commune est, selon ce zonage, dans la zone « Intérieur », exposée à un climat médian, à dominante océanique.
Pour la période 1971-2000, la température annuelle moyenne est de 11,5 °C, avec une amplitude thermique annuelle de 11,8 °C. Le cumul annuel moyen de précipitations est de 1 010 mm, avec 14,4 jours de précipitations en janvier et 7,3 jours en juillet. Pour la période 1991-2020, la température moyenne annuelle observée sur la station météorologique la plus proche, située sur la commune de Moréac à 16 km à vol d'oiseau, est de 12,0 °C et le cumul annuel moyen de précipitations est de 1 043,7 mm,. Pour l'avenir, les paramètres climatiques de la commune estimés pour 2050 selon différents scénarios d'émission de gaz à effet de serre sont consultables sur un site dédié publié par Météo-France en novembre 2022.

## Urbanisme

### Typologie
Au 1er janvier 2024, Baud est catégorisée bourg rural, selon la nouvelle grille communale de densité à sept niveaux définie par l'Insee en 2022.
Elle appartient à l'unité urbaine de Baud, une unité urbaine monocommunale constituant une ville isolée,. Par ailleurs la commune fait partie de l'aire d'attraction de Baud, dont elle est la commune-centre,. Cette aire, qui regroupe 2 communes, est catégorisée dans les aires de moins de 50 000 habitants,.

### Occupation des sols

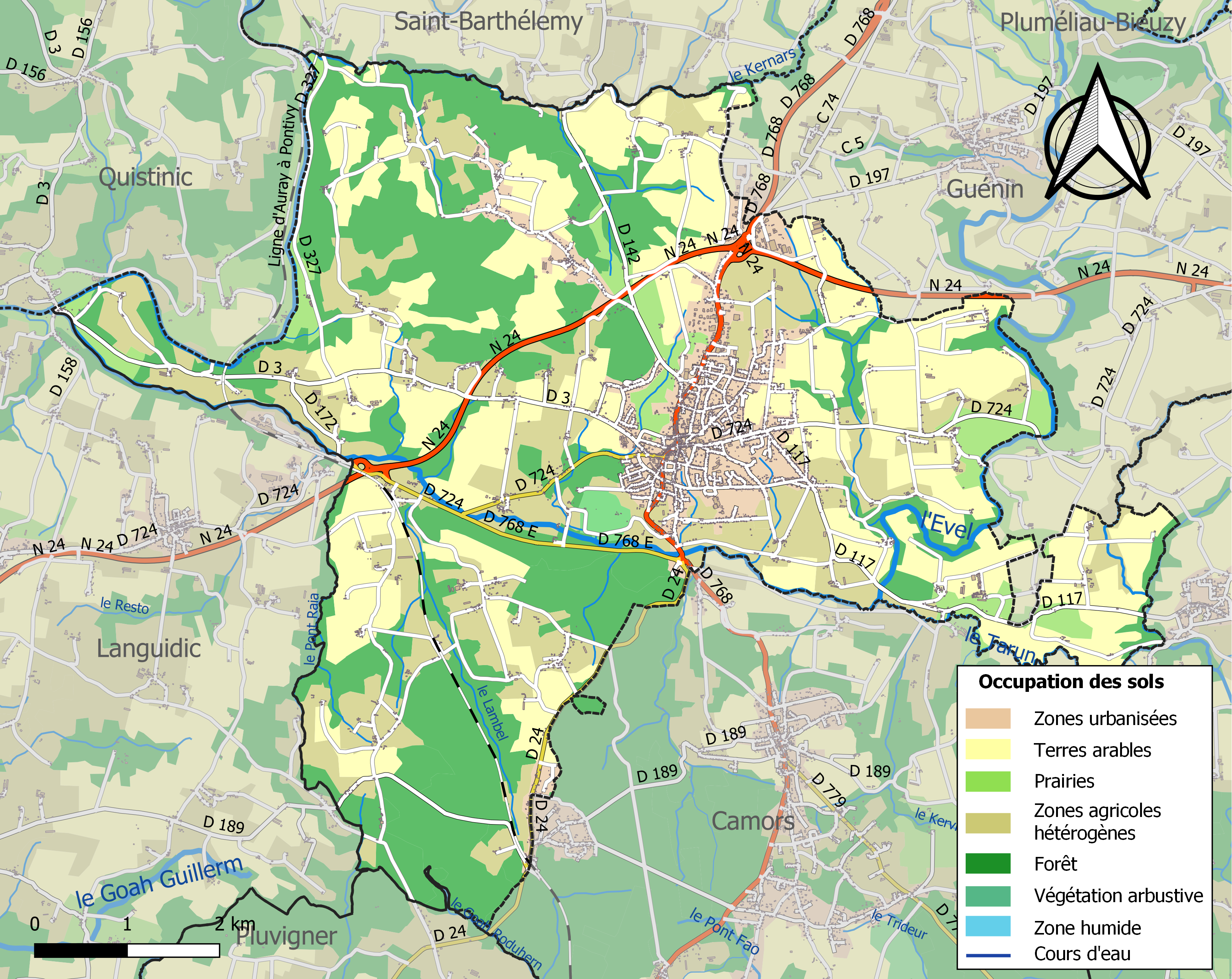
Carte des infrastructures et de l'occupation des sols de la commune en 2018 (CLC).

Le tableau ci-dessous présente l'occupation des sols détaillée de la commune en 2018, telle qu'elle ressort de la base de données européenne d’occupation biophysique des sols Corine Land Cover (CLC).
| Type d’occupation                                                                   | Pourcentage | Superficie (en hectares) |
| ----------------------------------------------------------------------------------- | ----------- | ------------------------ |
| Tissu urbain discontinu                                                             | 7,2 %       | 352                      |
| Zones industrielles ou commerciales et installations publiques                      | 1,6 %       | 78                       |
| Terres arables hors périmètres d'irrigation                                         | 30,2 %      | 1469                     |
| Prairies et autres surfaces toujours en herbe                                       | 4,6 %       | 222                      |
| Systèmes culturaux et parcellaires complexes                                        | 21,4 %      | 1041                     |
| Surfaces essentiellement agricoles interrompues par des espaces naturels importants | 1,6 %       | 79                       |
| Forêts de feuillus                                                                  | 10,1 %      | 491                      |
| Forêts de conifères                                                                 | 12,8 %      | 624                      |
| Forêts mélangées                                                                    | 10,0 %      | 489                      |
| Forêt et végétation arbustive en mutation                                           | 0,5 %       | 25                       |
| Source : Corine Land Cover                                                          |             |                          |

## Toponymie
Le nom de la localité est attesté sous les formes Baut en 1259,; Baud et Baut en 1266; Baut en 1296; Baud en 1387; Baut en 1453.
Le nom breton de la commune est Baod (prononcé [bɔwt]).
Selon Albert Dauzat, l'étymologie de Baud est obscure.
Le gentilé des habitants de Baud est Baudais ou Baldivien, l'usage est partagé entre ces deux appellations. À titre d'exemple, on peut citer les associations La Truite Baudaise, La Boule Baudaise ou bien L'Aqua Club Baldivien et le Dojo Baldivien.
Si l'on s'en tient aux formes anciennes, aucun élément ne justifie le gentilé Baldivien / -ne qui apparaît dans les années 1950, pour désigner les activités en rapport avec la commune. D'une part, il n'y a pas trace d'un *Bald qui aurait évolué régulièrement en Baut, contrairement au nom de personne homophone Baud. D'autre part, il n'est pas possible de déterminer à quoi l'élément -iv- se rapporte.

## Histoire

### Préhistoire
L'allée couverte du Prieuré, longue de 11 mètres, est un imposant monument mégalithique. Un menhir surplombe le ruisseau du Roffol (il est désormais en Saint-Barthélemy).
Un oppidum a existé dans la presqu'île de confluence entre le Blavet et l'Ével.
Une sépulture de l'Âge du bronze a été découverte en 1974 à Kercorde ; de nombreuses traces de petites constructions indigènes en forme d'enclos datant de l'Âge du fer, sont décelables dans les surfaces cultivées.

### Antiquité
Des tuiles de couverture, des fragments de poteries sigillées, et d'amphores ont été trouvés en divers endroits du territoire communal, attestant d'une notable présence romaine.

### Moyen Âge
La paroisse de Baud aurait été créée à l'origine par un compagnon de saint Gildas ; la paroisse englobait initialement, outre Baud, Guénin, Saint-Barthélemy (y compris Saint-Adrien) et les deux tiers nord de Camors. Saint-Barthélemy et Saint-Adrien furent pendant l'Ancien Régime deux trèves de Baud.
La motte castrale de Tréganin est un exemple de l'habitat fortifié autour de l'an mil.
Le toponyme "Le Prieuré", nom d'un lieu-dit situé au sud de la ville, indique la présence ancienne d'un établissement monastique, qui aurait été fondé au XIe siècle et aurait dépendu de l'abbaye Saint-Gildas de Rhuys ; le prieuré était uni à la cure, le prieur était en même temps recteur, et jouissait de la dîme sur l'ensemble de la paroisse ; on y voyait encore en 1847 l'ancienne chapelle de Notre-Dame-des-Neiges, qui avait été le siège du prieuré, et vendue comme bien national pendant la Révolution française le 10 janvier 1791 ; elle est alors reconvertie en grange.
Jean-Baptiste Ogée cite en 1390 à Baud les maisons nobles de Keraudrenou (qui appartenait alors à Jean de Lantivy) et de Ker-Hélic (à Henri de Kêr-Hélic) ; il cite en 1410 le manoir de Kerhouet Brunon (au sieur de Quethbili), celui d'Elpeuvers (à Henri de Kerennars), celui de Ker-Emboher, à Jean Bels, etc.
Selon un aveu de 1471, Baud était, au sein de la Vicomté de Rohan, une des 46 paroisses ou trèves de la seigneurie proprement dite de Rohan.

### Temps modernes
La seigneurie de Quinipily était en 1360 aux mains de la famille Hillary et passa aux mains de la famille Langueouez en 1425, laquelle fit construire le château de Quinipily, puis aux mains de la famille d'Arradon. L'auditoire (palais de justice) de la seigneurie de Quinipily se trouvait au-dessus des halles couvertes, situées place du marché ; les audiences s'y tenaient tous les samedis.
En 1620 le mariage de Renée d'Arradon avec Pierre de Lannion fit passer la seigneurie et le château dans la famille de Lannion ; leur fils Claude de Lannion fit en 1695 y transporter depuis Castennec la statue connue désormais sous le nom de Vénus de Quinipily.

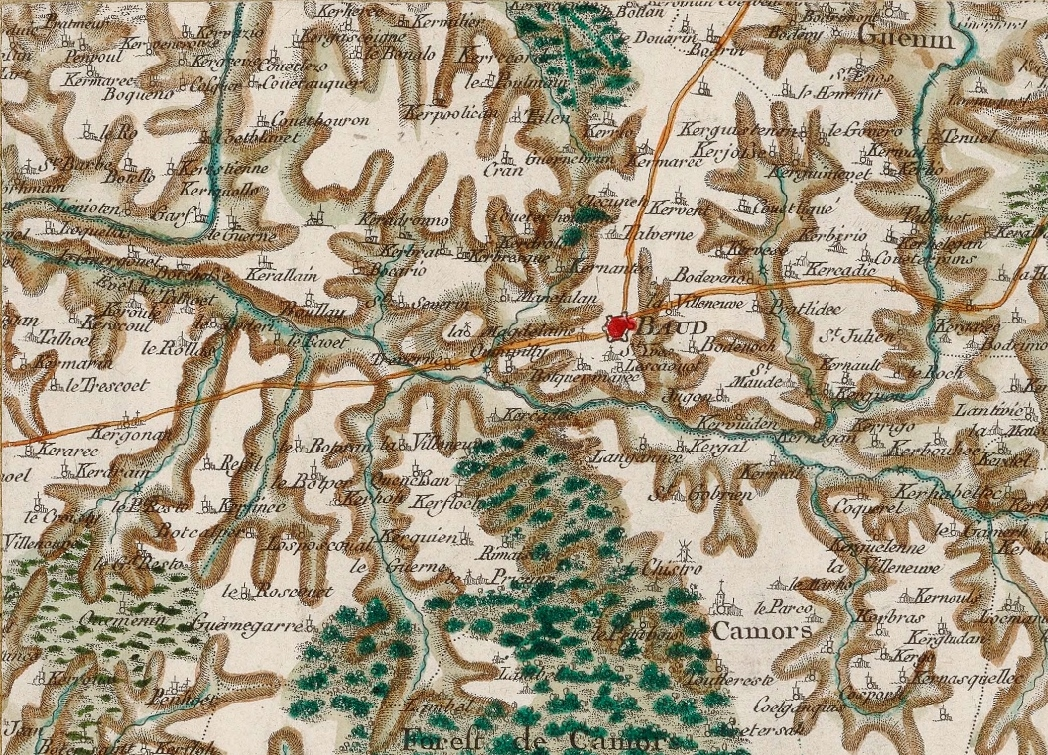
Carte de Cassini de la région de Baud (1789).

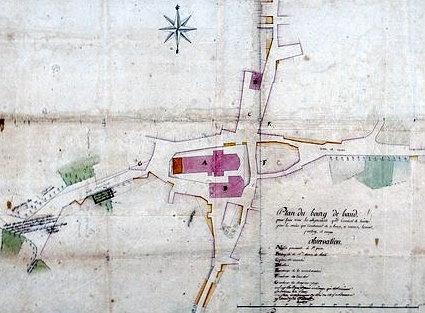
Plan du centre du bourg de Baud en 1784.

Jean-Baptiste Ogée décrit ainsi Baud en 1778 :

« Baud ; petite ville dans un vallon, sur les routes de Hennebon à Pontivi et à Josselin ; â 7 lieues de Vannes, son évêché ; à 22 lieues de Rennes ; et à 4 lieues un tiers de Hennebon, sa subdélégation. Trois grandes routes arrivent à Baud, qui ne contient qu'une paroisse, prieuré de la dépendance de Saint-Gildas de Rhuis, qui présentait autrefois la cure, aujourd'hui à l'Ordinaire. On y compte 5 400 communiants. Elle ressortit à la Cour Royale de Hennebon [faux, à Ploërmel], et relève prochement du fief de la Vicomté de Rohan. M. le duc d'Eliancour [de Liancourt] est seigneur d'une partie de cette ville. Il s'y tient un marché tous les samedis, et quatre foires par an. Dans plusieurs endroits, sur le grand chemin qui conduit à Lominé [ Locminé ], on trouve des pierres métalliques qui forment, les unes des croix régulières, les autres des Croix de Saint-André et des sautoirs. La plus grande partie de ce territoire est occupée par des bois et des landes, quoique les terres soient de bonne qualité. Il serait à souhaiter que les agriculteurs donnassent leur soin à défricher cette grande étendue de terrein, dont ils ne peuvent aujourd'hui tirer aucun profit. »

Le cimetière, qui était dans l'enclos paroissial, donc autour de l'église, est transféré le 12 novembre 1786 à Parc er Groix, son emplacement actuel (il a été agrandi en 1889).

### Révolution française
En 1790 la commune de Baud devient chef-lieu du canton de Baud, lequel a existé jusqu'en 2015.
La chapelle Notre-Dame-des-Neiges (la chapele du prieuré) est vendue comme bien national en 1790.
Le 25 octobre 1791 la municipalité rachète au duc de La Rochefoucault-Liancourt les halles, la prison et la maison du four banal ; les halles, en très mauvais état, furent détruites peu après.
En 1791 le recteur de Baud, Augustin Caradec, refusa de prêter le serment de fidélité à la Constitution civile du clergé ; il émigra en Angleterre, ne revenant qu'après le Concordat de 1801 et devint alors curé de Josselin.
Jean Jan, un chef chouan, est né à Baud. En 1795 un corps de cavalerie royaliste (donc de chouans) fut constitué à Baud, lieu de réunion prévu pour les troupes qui devaient prendre à revers les troupes républicaines de Hoche lors de l'expédition de Quiberon, mais celle-ci fut un échec.
Joseph Le Turnier, un prêtre originaire de Baud, mais qui exerçait son ministère à Pluméliau à la chapelle de la frairie de Saint-Hilaire, près de la chapelle de Saint-Nicolas-des-Eaux, réfractaire, après s'être caché à maintes reprises pour échapper aux poursuites, fut arrêté le 31 mai 1796 par des troupes républicaines qui devaient l'escorter jusqu'à Pontivy, mais qui le tuèrent à coups de baïonnette et de sabre à la Croix de Boterneau ; il était alors âgé de 34 ans.

### LeXIXesiècle
La décision de construire la mairie actuelle date de 1832.
Dans le cadre de la Cinquième Chouannerie, le 16 octobre 1834 des gendarmes de la brigade de Camors arrêtèrent deux réfractaires, les nommés Denis et Gullarmo, qui, conduits le lendemain sous escorte de quatre gendarmes et de cinq hommes du 13e léger à Locminé, mais le détachement fut attaqué à une lieue et demie de Baud par une soixantaine d'hommes armés de fusils qui libérèrent les deux prisonniers, tuèrent un gendarme et en blessèrent deux autres.
A. Marteville et P. Varin, continuateurs d'Ogée, décrivent ainsi Baud en 1843 ;

« Baud (sub invocatione sancti Petri) ; commune formée de l'ancienne paroisse de ce nom, aujourd'hui cure de 2e classe ; bureau de poste et relais ;chef-lieu de perception, bureau de l'enregistrement et des domaines ; brigade de gendarmerie. (...) Principaux villages : Saint-Thuriau, Kercadre, Saint-Adrien, le Govero, Kervertin, Bas-Bourron, Kercouder, Kerdrolo, Kerallain, Kerhosse, Rimaison, Saint-Barthélemy, Jugon, Kernégant. Superficie totale 6 990 hectares 92 ares 95 centiares, dont (...) terres labourables 2 711 ha, prés et pâturages 763 ha, vergers et jardins 203 ha, marais 8 ha, taillis 502 ha, futaies 37 ha, châtaigneraie 13 ha,Landes et incultes 2 386 ha (...). Moulins à vent du Roffol, Kerbizio, Kernaud ; à eau du Roffol, de Kernars, de Saint-Adrien, Kermorvan, Kerhuilic, Pennmané, Kerdehel, Quinipily. Étangs de Kernaud et de Quinipily. Écluses, sur le Blavet, de Sainte-Barbe, Trémorin, Saint-Adrien, Talhouet et Treblavet. Il y avait autrefois 14 chapelles. Celles de Craan, Saint-Yves, la Madelaine et le Prieuré ont été détruites pendant la Révolution. Dans celles de Saint-Adrien, Saint-Mandé, Saint-Séverin, Saint-Fiacre, Saint-Corentin et Saint-Thuriau, on célèbre la messe une fois l'an, le dimanche qui suit leur fête patronale ; on dit la messe tous les dimanches à celles de Saint-Julien et Saint-Barthélemy ; enfin les deux chapelles du Bourron et de Lopocoscoat alternent chaque dimanche. (...) Dans la ville, près l'église paroissiale, qui n'est pas ancienne ; il y a aussi la chapelle de Notre-Dame-de-La-Clarté, dont la fête se célèbre le 2 juillet. Beaucoup de pèlerins la fréquentent et l'on estime à 5 000 francs les offrandes qui y sont faites annuellement. Notre-Dame-de-la-Clarté doit être de la fin du XVe siècle ; il y a une très belle tour, qui renferme les cloches de l'église paroissiale, celle-ci étant dépourvue de clocher. Il y avait autrefois, en Baud, le prieuré des Neiges. »

Ces mêmes auteurs énumèrent les 9 foires qui se tenaient alors chaque année à Baud et indiquent qu'un marché s'y tenait chaque mardi.
L'achat de la parcelle du champ de foire de Baud est autorisé par un décret du 8 septembre 1866, l'organisation des foires dans les centres des bourgs étant désormais interdit.
Plusieurs fontaines de dévotion faisaient l'objet de pratiques superstitieuses : à celle de Notre-Dame-de-la-Clarté, les pèlerins se pressaient dans l'espoir d'être guéris ou préservés de la cécité : après avoir fait leurs prières, ils allaient se laver les yeux, puis buvaient l'eau de cette fontaine et s'en jetaient dans les manches dans l'espoir d'une guérison ; dans celle de Saint-Mamers les mères trempaient les chemises et les vêtements de leurs enfants quand ils avaient des coliques ; dans la chapelle de Saint-Adrien, lors de la fête patronale, les femmes allaient se frotter le ventre avec les cailloux d'un trou d'eau situé en son milieu, puis allaient boire l'eau d'une fontaine proche, pour les garantir de la colique.

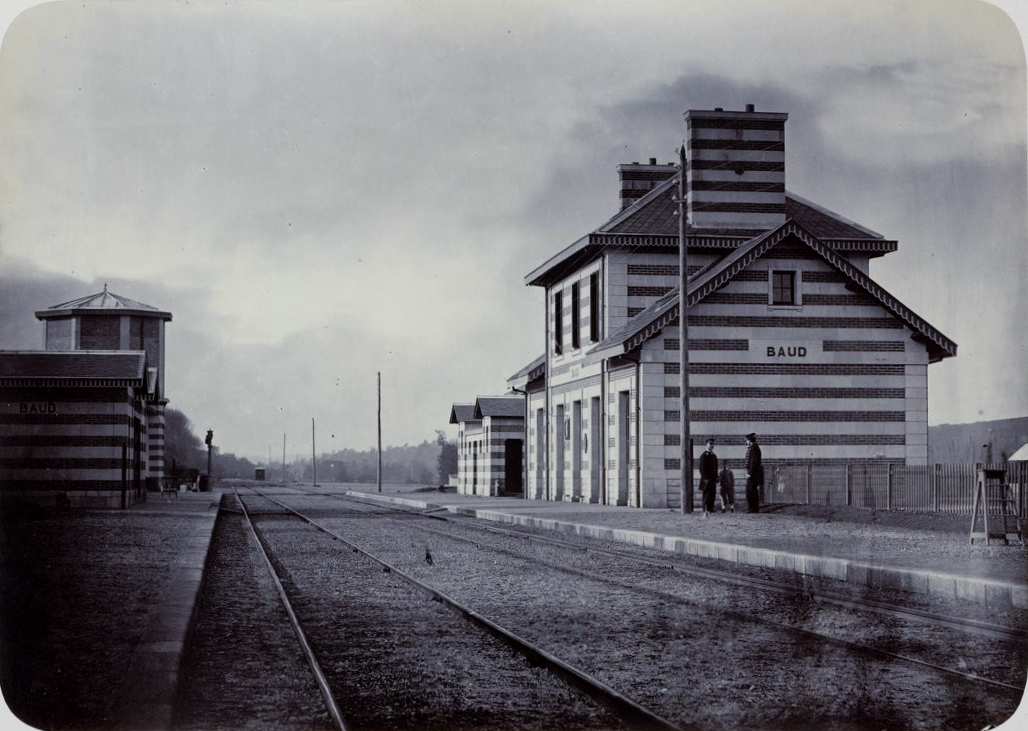
La gare de Baud lors de l'ouverture de la ligne allant d'Auray à Napoléonville en 1864 (photographie Jules Duclos).

La ligne de chemin de fer d'Auray à Napoléonville (Pontivy) fut inaugurée le 18 décembre 1864 : « Nous entrons dans la forêt de Camors. Voici des taillis, des bois de pins et des futaies de grands chênes séculaires qui semblent s'animer à note approche. La vitesse du train nous les fait apparaître dansant une ronde fantastique. Avant même de quitter la forêt nous suivons une pente assez sensible qui nous mène à la station de Baud et qui aboutit à l'Evel, très près de l'endroit où cette rivière fait sa jonction avec le Blavet ».
Saint-Barthélemy est détaché de Baud pour former une commune indépendante en 1867.
Lors des élections législatives de 1876 « de nombreux témoins ont déposé qu'à Pluméliau, à Cléguérec, à Moustoir-Ac, à Baud, à Séglien, à Locuon, à Naizin, à Noyal-Pontivy, et dans un grand nombre d'autres communes, les curés et les vicaires se tenaient, le jour du scrutin, à la porte des sections de vote, surveillaient les bulletins, déchiraient ceux de M. Cadoret, forçaient les électeurs à prendre ceux de M. de Mun, et les conduisaient voter ».
Une épidémie de variole fit 40 malades (dont 25 moururent) à Baud entre 1865 et 1870.

### LeXXesiècle

#### La Belle Époque
Le calvaire de Baud, situé entre l'église Saint-Pierre et la chapelle, un ancien calvaire de mission, servait de scène de théâtre extérieur pour jouer chaque année le Jeudi saint la Passion du Christ (cette représentation a survécu jusque dans la décennie 1950).

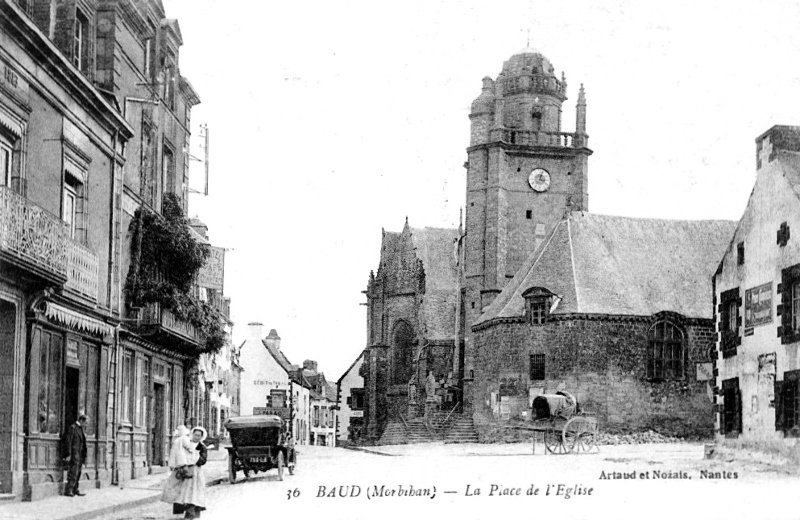
Baud : l'ancienne église Saint-Pierre et la place de l'Église au début du XXe siècle (carte postale).
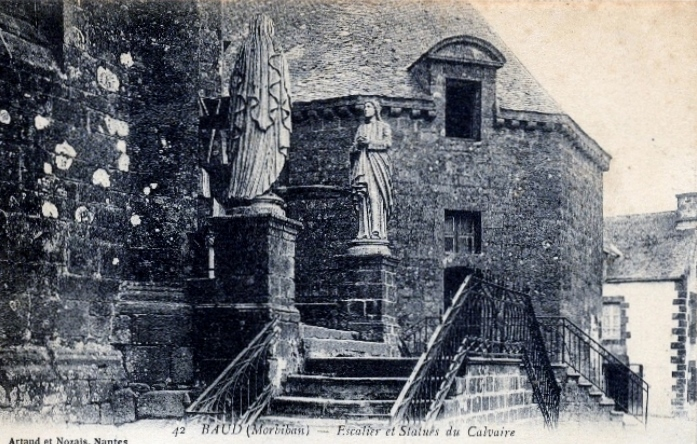
Baud : calvaire situé au pied de la tour de l'église où était joué la Passion du Christ (carte postale Artaud et Nozais).
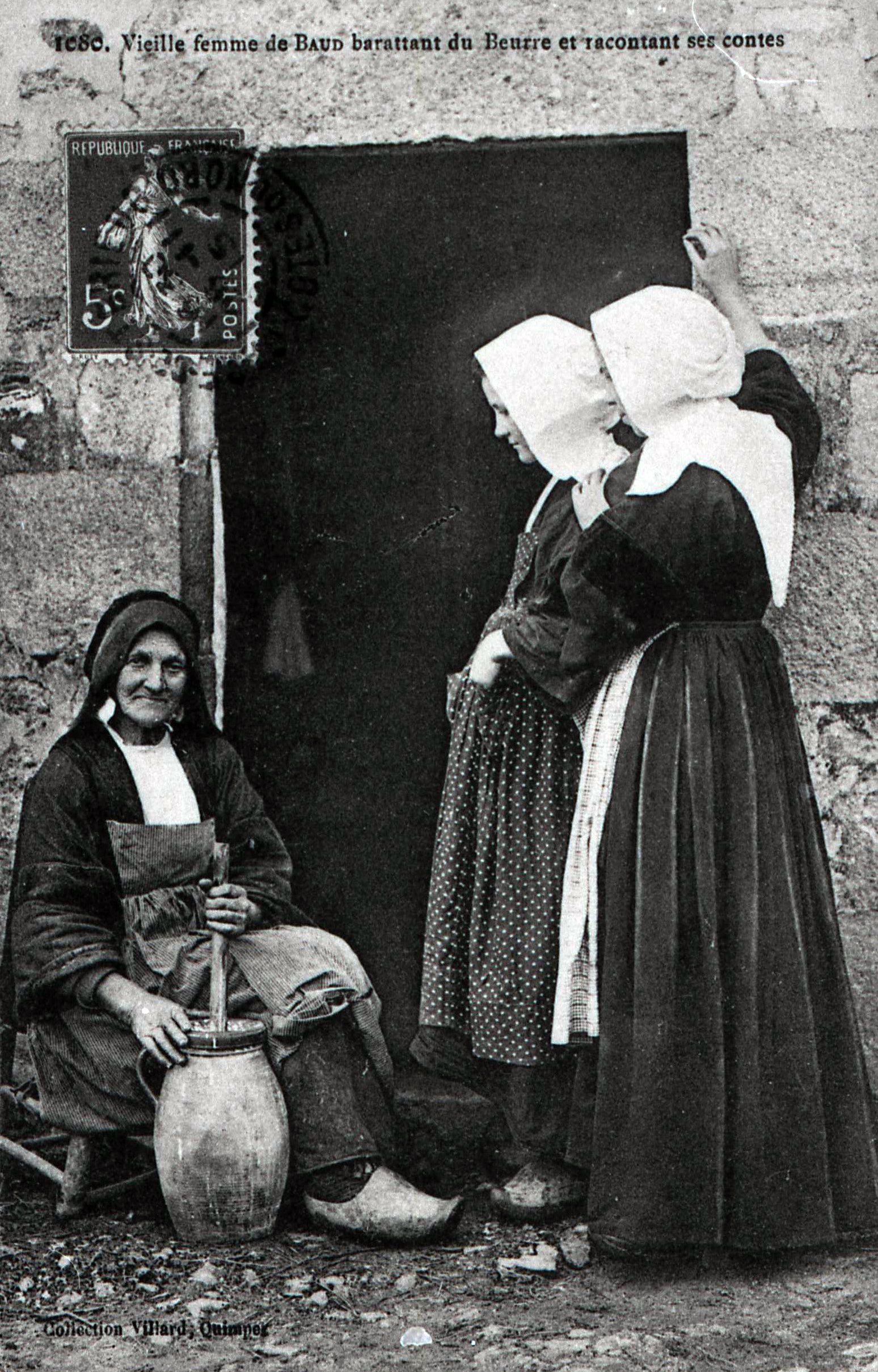
Baud : vieille femme battant du beurre (vers 1900).
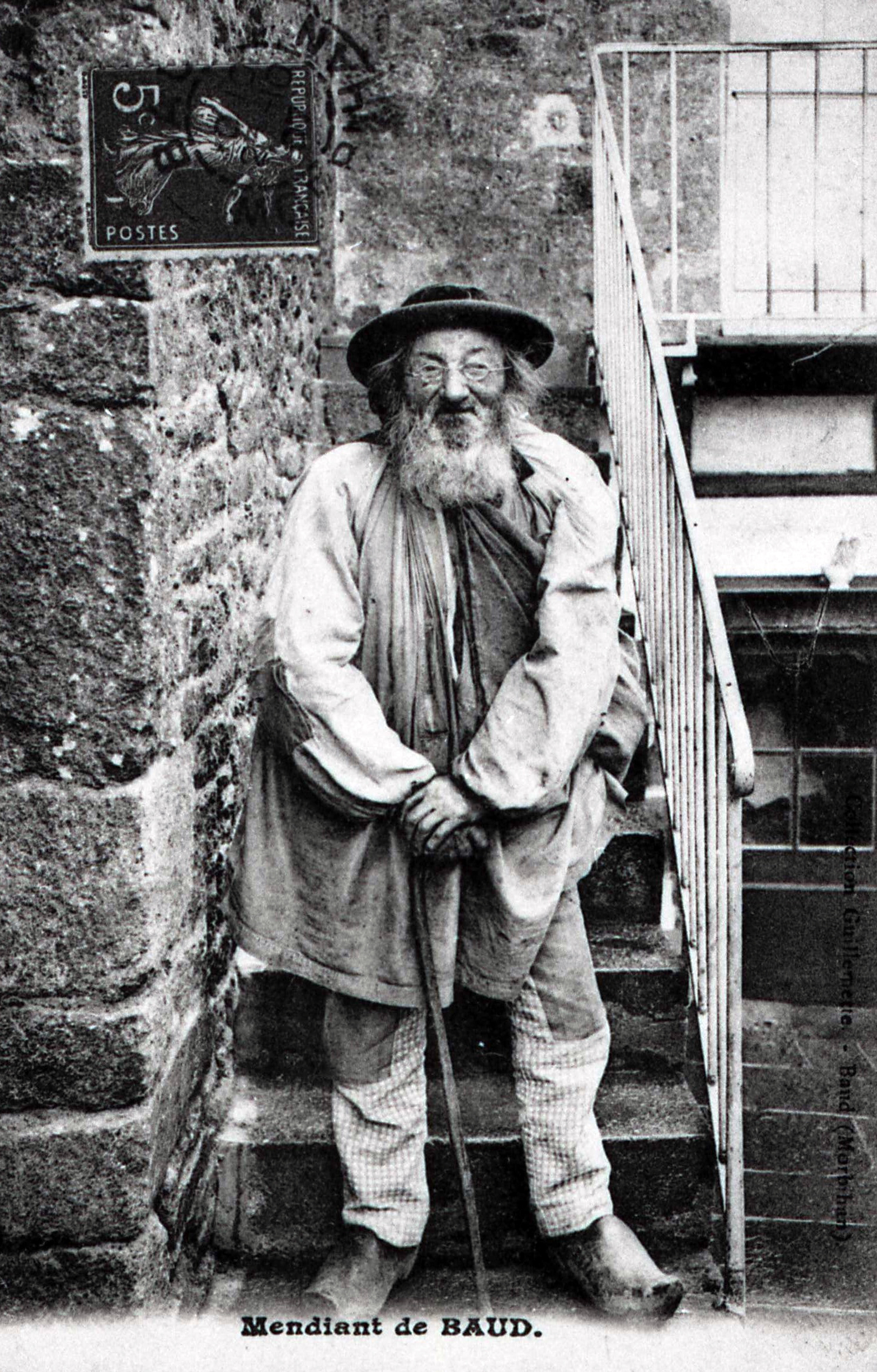
Baud : mendiant (vers 1900).
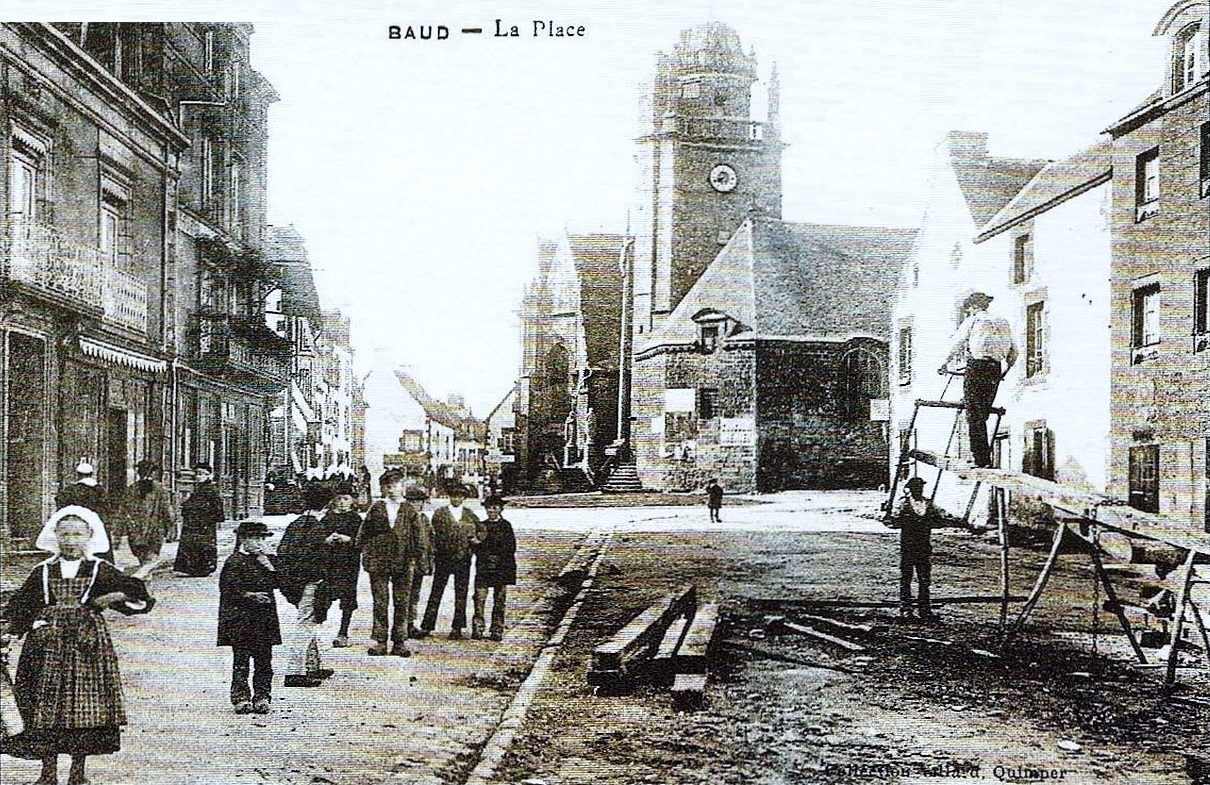
Scieurs de long sur une place de Baud vers 1910 (carte postale Villard).

Le 12 juillet 1914 la compagnie Tirot, une entreprise familiale créée en 1865, achète à Baud l'usine Prévoteau, un petit atelier où l'on met en boîtes petits pois, haricots verts et champignons et la modernise progressivement entre les deux Guerres mondiales, employant une cinquantaine d'ouvriers permanents et de nombreux saisonniers, surtout des femmes qui effilent les haricots à la maison. Arrêtée pendant la Seconde Guerre mondiale, l'usine reprend son activité ensuite, est rachetée par le groupe Cassegrain en 1961, lui-même absorbé par Saupiquet en 1966 ; l'usine ferme en 1968.
En mai 1914 le curé de Baud alerta le conseil municipal car il pleuvait dans l'église paroissiale, un projet de rénovation n'ayant pas abouti.

#### La Première Guerre mondiale
Le monument aux morts de Baud porte les noms de 205 soldats morts pour la France pendant la Première Guerre mondiale ; parmi eux 11 sont morts en Belgique (dont 8 dès l'année 1914) ; 3 (Pierre Corbel, Mathurin Evenot et Mathurin Guéguin) sont morts en Turquie lors de la Bataille de Sedd-Ul-Bahr en 1915 ; deux sont morts, tous deux de maladie, en 1918 dans le cadre de l'expédition de Salonique (Joseph Evano dans l'actuelle Macédoine du Nord et Joachim Le Corre en Grèce à Thessalonique, ce dernier le 11 décembre 1918, donc un mois après l'armistice ; Joseph Le Pen est mort en captivité en Allemagne en 1915 et deux soldats sont morts après l'armistice en Allemagne alors qu'ils faisaient partie des troupes françaises d'occupation en Allemagne (Joachim Le Bouquin, mort de maladie, et François Debois, victime d'un accident de cheval) ; trois sont des marins morts lors des naufrages de leurs bateaux (Louis Lorcy et Joseph Rio à bord du cuirassé Suffren en 1916 et Joachim Marie Le Guilloux à bord du cargo charbonnier Tunisie en 1917) ; tous les autres sont morts sur le sol français.

#### L'entre-deux-guerres
Une institutrice décrit l'école des filles de Baud en 1919 : « Les classes sont mal disposées : deux d'entre elles sont vastes, mais sombres, les trois autres profondes, étroites et exigües, ce qui oblige les enfants, nombreux, à se presser sur les tables branlantes comme des sardines dans un panier. Il faut monter sur les tables pour ouvrir les fenêtres (...). L'une des classes est au-dessous de tout ce que l'on peut imaginer, il y fait nuit du matin au soir, les tableaux sont peints sur les cloisons latérales et les enfants voient dans la pénombre les lettres déformées (...). Pas de poëles non plus pour chauffer les classes. Quand il gèle, la femme de service de l'école enfantine, pleine de sollicitude, apporte dans la classe une cuvette remplie de braise allumée (...). L'école des garçons est pis encore (...) : la lumière pénètre dans les classes par des soupiraux grillagés ; s'il y avait une cave sous les classes, il y a longtemps que les enfants y seraient dégringolés à travers les trous béants du plancher ! (...) L'école laïque est délaissée (...) ».
Le monument aux morts, sculpté par Henri Gouzien, est inauguré le 31 août 1924 ; il représente, sculpté en pierre de kersanton, un couple de paysans, en costume traditionnel du pays de Baud, recueilli devant la tombe de leur fils, mort au combat, celui-ci étant symbolisé par le casque de poilu posé à leurs pieds. Quatre bas-reliefs en fonte encadrent la base du monument et représentent quatre scènes de la guerre (Les adieux avant le départ pour le front, le départ en train, une scène de combat dans une tranchée et des tombes de poilus).

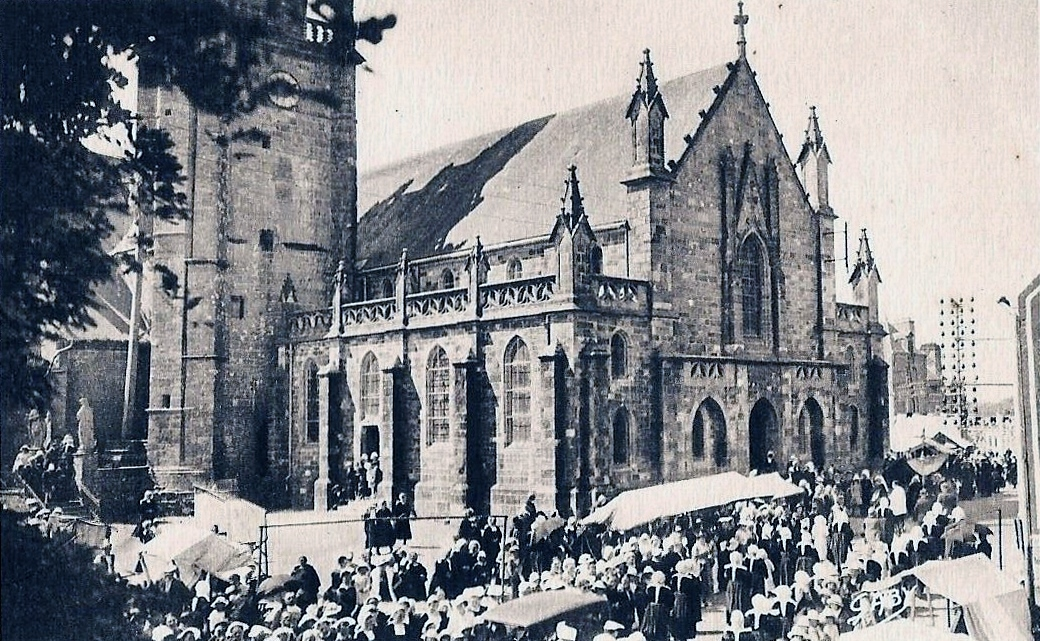
Baud : le pardon de Notre-Dame-de-la-Clarté vers 1920.
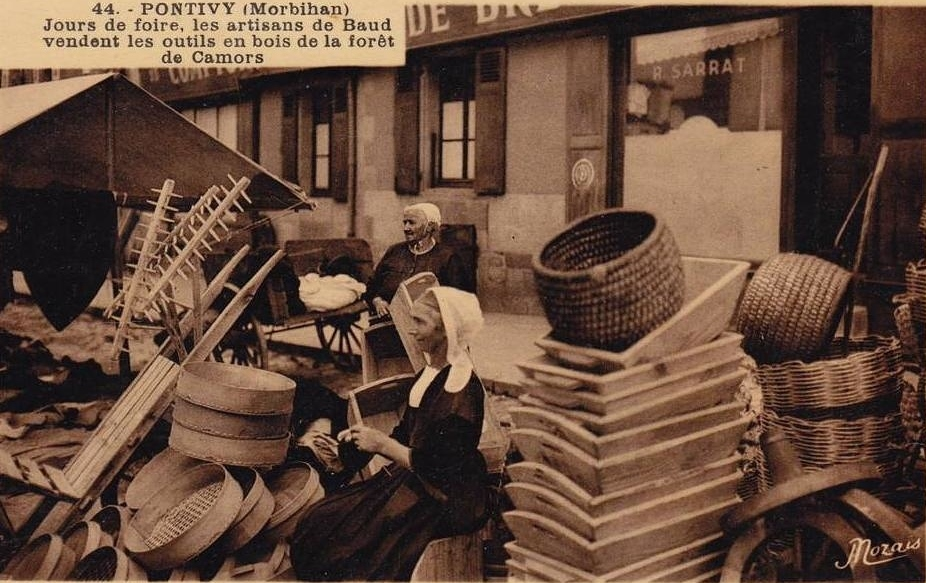
Outils en bois de la forêt de Camors vendus par des artisans de Baud vers 1920 (carte postale Mozais).
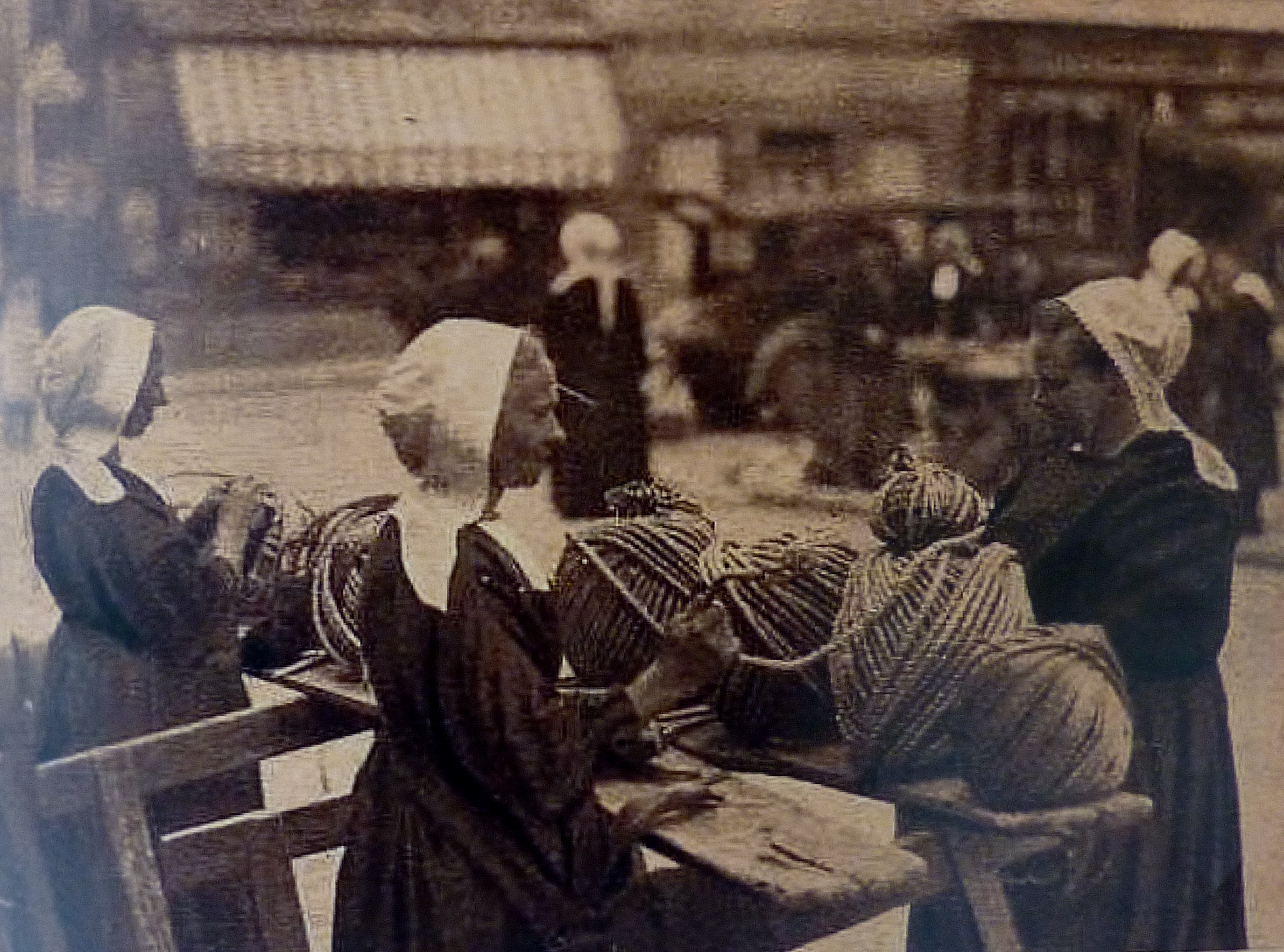
Baud : marchandes de cordes au début du XXe siècle (carte postale Mozais).
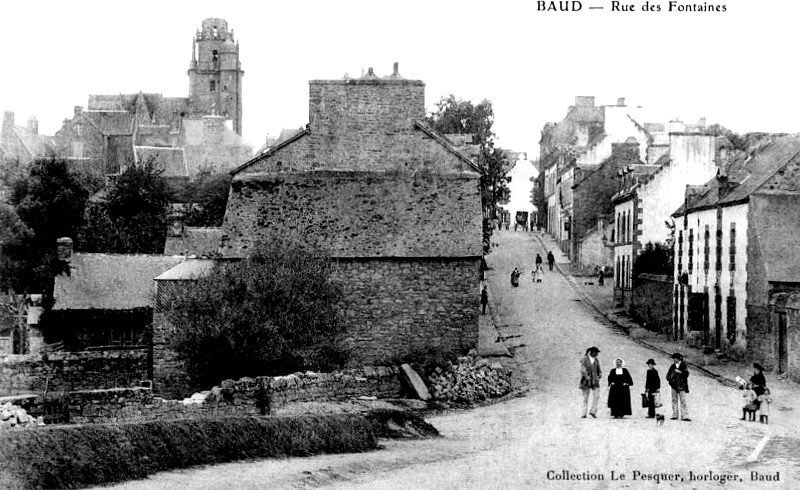
Baud : la rue des Fontaines vers 1920 (carte postale).
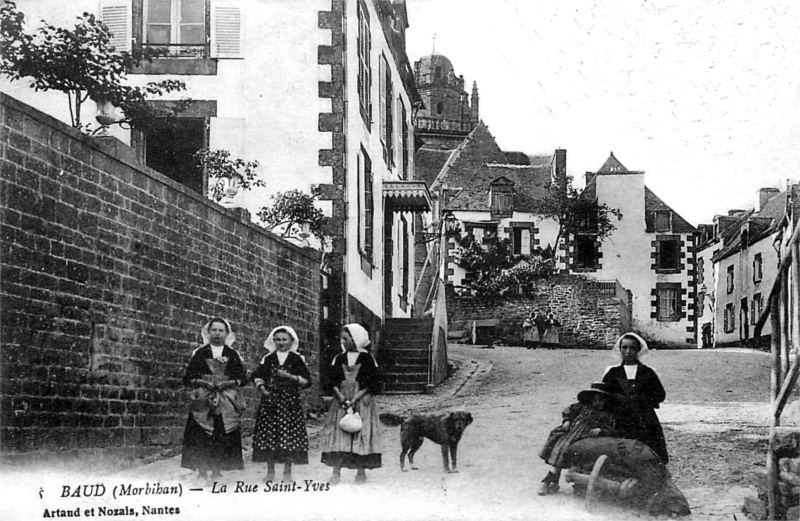
Baud : la rue Saint-Yves vers 1920 (carte postale).
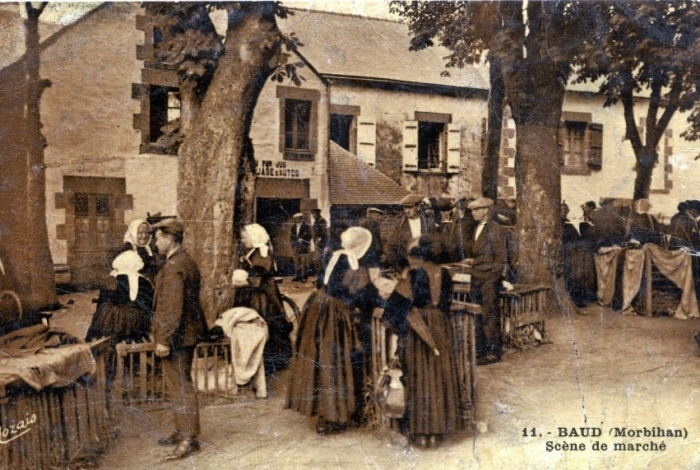
Scène de marché à Baud vers 1930.

Le champ de foire servait aussi alors, malgré son exiguïté pour un tel usage, de terrain de football. Il fut par la suite transféré au niveau de l'actuelle caserne des pompiers.
La ligne de chemin de fer d'intérêt local à voie métrique des Chemins de fer du Morbihan allant de Port-Louis à Baud avec embranchements à Hennebont et à Port-Louis, déclarée d'utilité publique par la loi du 1er mai 1911, ouvrit en 1921 mais ferma dès 1934 pour la trafic voyageurs (1939 pour le trafic marchandises).

#### La Seconde Guerre mondiale
Les Allemands créèrent des baraquements servant principalement de garages pour la Kriegsmarine, mais des tortures et exécutions de résistants s'y déroulèrent également ; ces baraquements perdurèrent et servirent à divers usages après la guerre (école, cantine, cinéma, salle des fêtes, etc..).
Le 2 novembre 1944 la mairie de Baud fut ravagée par un incendie dont l'origine est ignorée.

##### Les victimes de la Seconde Guerre mondiale
Le monument aux morts de Baud porte les noms de 38 personnes mortes pour la France pendant la Seconde Guerre mondiale ; parmi elles, la liste ci-après n'étant pas exhaustive, 6 sont des soldats morts en 1939 (Jean Chanony) ou au printemps 1940 (Louis Kerguignas, Louis Le Gal, Louis Le Nihouannen, Eugène Raut et Raymond Tréhin) lors de la Bataille de France ; André Elliot est mort à Dakar (Sénégal) le 31 décembre 1939 dans des circonstances non précisées ; le jeune Mathurin Henrio est tué par les Allemands le 10 février 1944 ; Albert Barrau, Alphonse Bouler, Marcel Doussineau, Julien Garaud, Émile Le Labourer, sont des résistants fusillés par les Allemands en 1944 ; Alphonse Le Goff et Henri Le Maguéresse sont des résistants tués à l'ennemi le 14 juillet 1944 lors des combats du maquis de Kervernen à Pluméliau ; Firmin Lamour est un résistant déporté au camp de concentration de Neuengamme, puis à celui de Sachsenhausen, mort le 23 avril 1945 alors que son camp venait d'être libéré par l'armée soviétique ; Joachim Le Clainche est aussi mort en déportation, ainsi qu'Amédée Le Gallo, ce dernier au camp de Bergen-Belsen le 3 juin 1945 ; Théophile Lotode et Mathurin Raut sont morts en captivité en Allemagne ; d'autres sont des vistimes civiles de la guerre, par exemple Joseph Cocoual.
En novembre 1947 des plaques de marbre portant les noms des morts pour la France de la Seconde Guerre mondiale originaires de Baud furent apposées sur le monument aux morts.

##### Le maquis de Poulmein
À la fin de l'année 1943, un maquis se créa, composé de 28 réfractaires du STO et dirigé par Pierre Ferrand ; les maquisards se cachaient dans la ferme de Poulmein occupée par le couple Le Labourer. Le 10 février 1944, vers 6 h, alors qu'il fait encore nuit, quatre maquisards de ce groupe se rendent à Hennebont. Arrivés à l'embranchement de la route de Saint-Adrien et de celle de Saint-Barthélemy, c'est la rencontre avec un détachement allemand conduit par le capitaine Wendler et guidé par Mathurin Le Gallo, un indicateur originaire de Camors. L'un des maquisards, Robert Couric porte une valise contenant mitraillette et chargeur. Après vérification des papiers d'identité et certificats de travail (ils sont censés travailler comme employés de la Kriegsmarine), le capitaine demande d'ouvrir la valise. Couric précisant qu'elle contient du savon pour ses compagnons de la Kriegsmarine mais qu'il n'a pas les clés; L'officier, pas convaincu, demande à l'Allemand qui se trouve derrière les maquisards de venir l'ouvrir avec sa baïonnette. Alors que les lampes torche éclairent la valise et que les maquisards sont providentiellement dans l'ombre, les maquisards en profitent pour tirer leur arme cachée dans le pantalon et tirer. Le capitaine et le dénonciateur sont tués. Les autres soldats surpris ne réagissent pas immédiatement ce qui permet aux quatre hommes de se sauver et de donner l'alerte à Poulmein, distant d'environ 2 km.

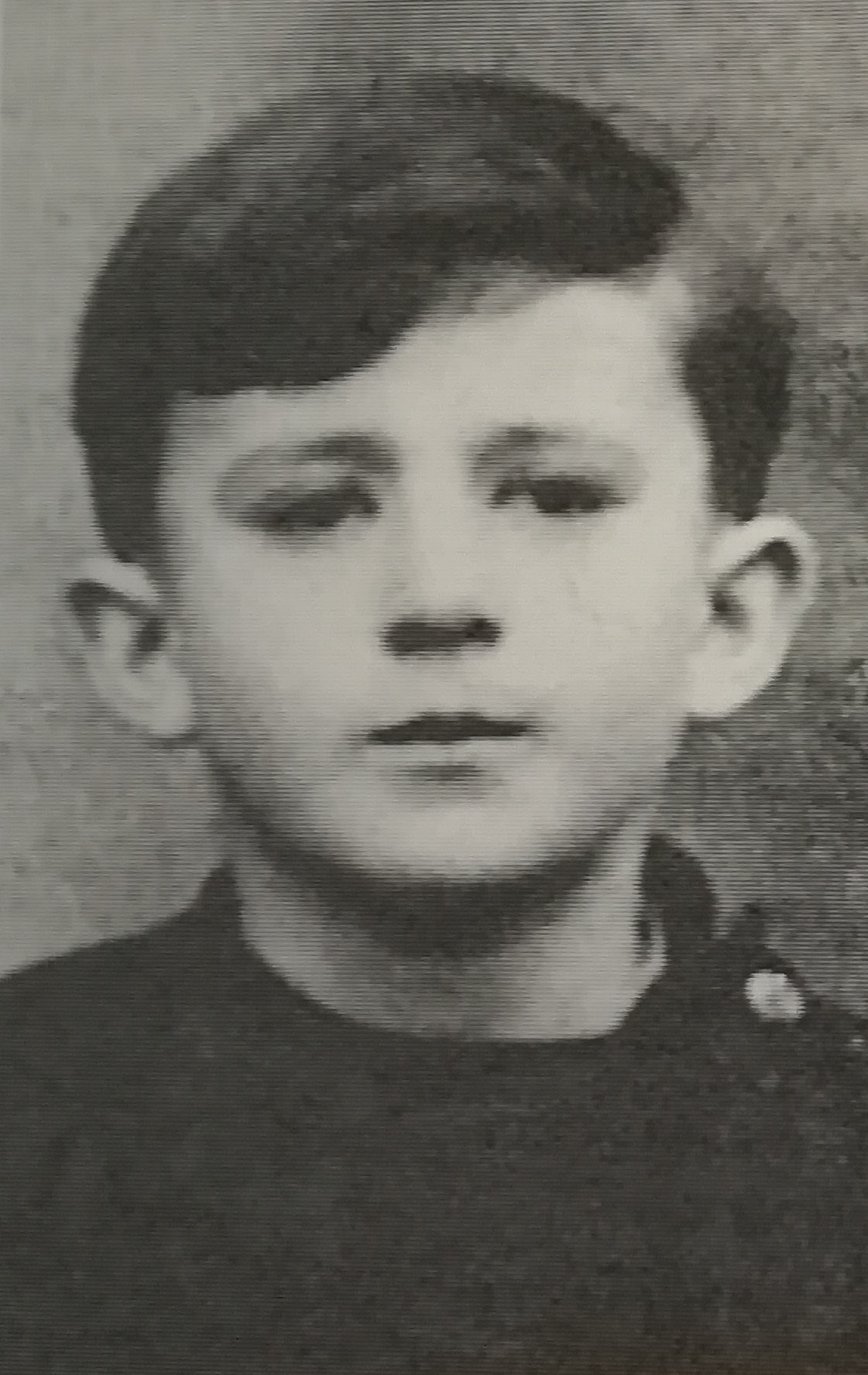
Mathurin Henrio, âgé de 14 ans lorsqu'il fut assassiné par les Allemands (photographie exposée au "Musée de la Résistance en Bretagne" de Saint-Marcel).

Mais peu après des cavaliers georgiens encerclent depuis peu le village de Cranne. Pour sauver le matériel et surtout les armes, la charrette d'Emile Le Labourer. Le jeune Louis Le Gal passant quelque instant sur les lieux de la fusillade, trouve les papiers qu'un des maquisards a perdu lors de la confusion. Il décide de les rapporter. En chemin, il rencontre Mathurin Henrio, âgé de 14 ans qui l'accompagne. Leur tâche accomplie, Louis Le Gal s'en va. Par contre, Mathurin Henrio reste jusqu'à l'attaque allemande.
La ferme de Poulmein est cernée, obligeant les résistants présents à s'enfuir. Les Allemands s'acharnent alors sur les personnes qui ne peuvent s'échapper, fusillant le fermier Émile Le Labourer. Georges Lestréhan (20 ans, originaire d'Hennebont) qui venait d'arriver le 8 février au maquis et le jeune Mathurin Henrio s'enfuient à travers champs et sont abattus. Alphonse Le Bouler, marchand de bois qui avait fourni du bois aux maquisards est tué à une centaine de mètres de Poulmein.
Deux résistants furent faits prisonniers : Pierre Lantil et Eugène Thomas. Ils avaient eu le temps de cacher leurs armes et expliquent qu'ils étaient là pour chercher du ravitaillement. Un monument est érigé en 1964 par les habitants de Cranne sur les lieux du drame.
Le 7 février 1944, des feldgendarmes et des troupes d'occupation de nationalité géorgienne, épaulés de membres du Bezen Perrot (dont Ange Péresse, originaire de Bubry) et du groupe de Guy Vissault de Coëtlogon (dont Joseph Le Ruyet, originaire de Bubry) arrêtent 17 résistants à Baud, Bubry, Camors et Quistinic.

#### L'après Seconde Guerre mondiale
À partir de 1948 une foire est organisée à Baud tous les premiers samedis du mois ; un marché se tenait chaque semaine le samedi en divers endroits de la ville (marché aux porcelets, marché aux vaches, aux chevaux, etc..
Deux soldats originaires de Baud (Jean Le Dortz et Raymond Pichon) sont morts pendant la Guerre d'Indochine et deux (Robert Corbel et Bernard Levet) pendant la Guerre d'Algérie.
Yann Plunier, né en 1923 à Baud, marié à une gourinoise, Berthe Montaubray, émigra en 1953 au Québec, où il exerça successivement plusieurs métiers. Il a écrit en anglais en 1978 une Histoire des Celtes en Amérique du Nord sous le titre Bretons Canada and the Revenge of the Celts.
Des colonies de vacances sont organisées par la municipalité à partir de 1947, d'abord à Port-Haliguen, puis à Port-Louis et enfin à Port-Tudy (Groix) jusqu'en 1979. Le centre aéré ouvre en 1978.
Une fête de la Mi-Carême est organisée à Baud à partir de 1947 jusqu'au début de la décennie 1970 : elle rencontrait beaucoup de succès : la cavalcade de 1969 accueillit plus de 20 000 personnes.

### LeXXIesiècle
La plus grande centrale solaire de Bretagne (18 000 panneaux photovoltaïques) a ouvert en mars 2018 sur le site de l'ancienne carrière de Quinipily, fournissant de l'électricité pour une population équivalent à 3 900 habitants.

## Politique et administration

### Tendances politiques et résultats

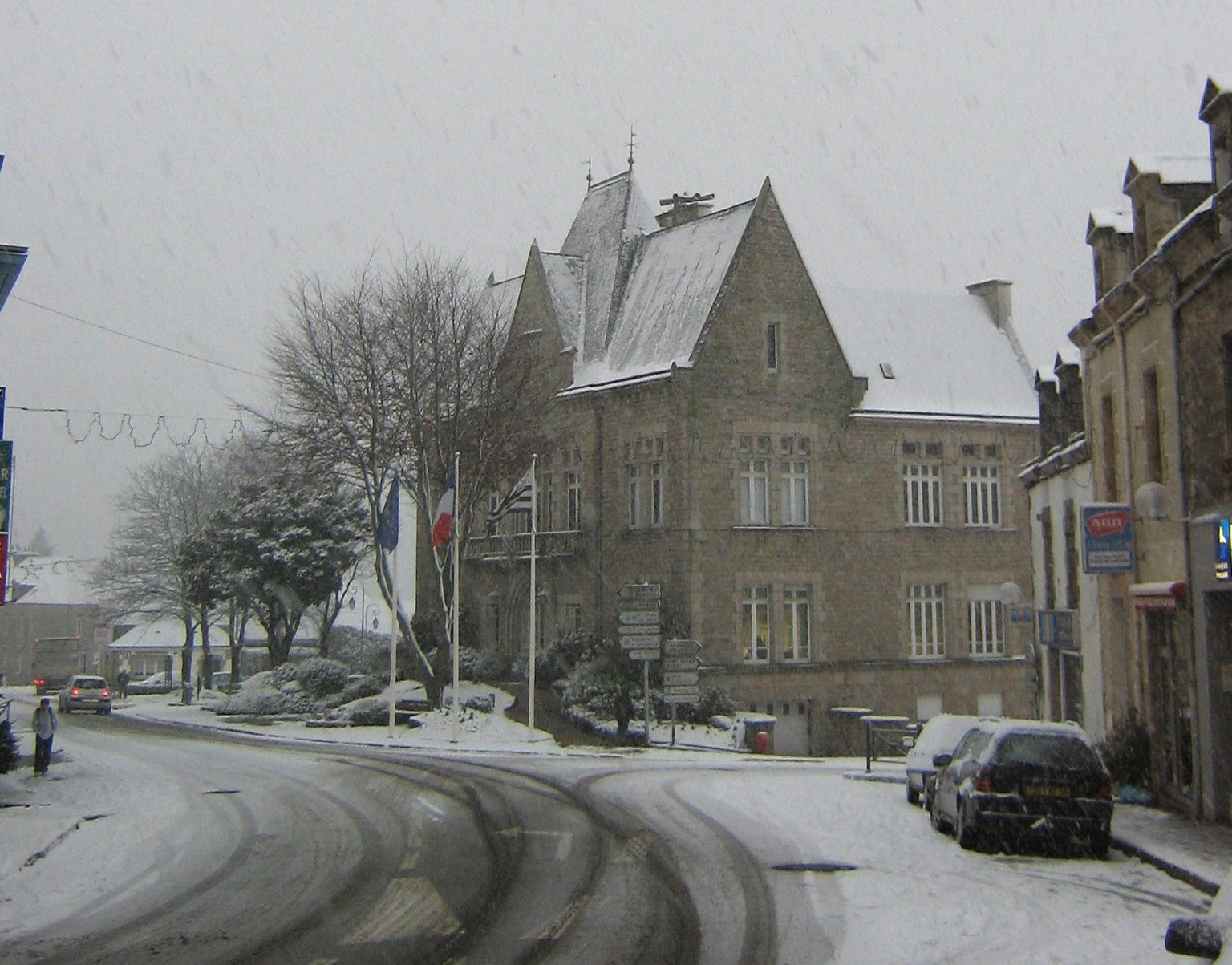
La mairie de Baud sous la neige.

La ville de Baud (56150) est dans la 3e circonscription du département Morbihan (56).

## Héraldique
| Blason de Baud | - Description : D’azur à dix billettes d’or, quatre, trois, deux et un. (Armes des seigneurs de Baud). |

## Population et société

### Démographie

#### Évolution démographique
L'évolution du nombre d'habitants est connue à travers les recensements de la population effectués dans la commune depuis 1793. Pour les communes de moins de 10 000 habitants, une enquête de recensement portant sur toute la population est réalisée tous les cinq ans, les populations de référence des années intermédiaires étant quant à elles estimées par interpolation ou extrapolation. Pour la commune, le premier recensement exhaustif entrant dans le cadre du nouveau dispositif a été réalisé en 2004.

En 2022, la commune comptait 6 246 habitants, en évolution de −0,29 % par rapport à 2016 (Morbihan : +3,82 %, France hors Mayotte : +2,11 %).
| 1793  | 1800  | 1806  | 1821  | 1831  | 1836  | 1841  | 1846  | 1851  |
| ----- | ----- | ----- | ----- | ----- | ----- | ----- | ----- | ----- |
| 4 621 | 4 003 | 4 751 | 4 993 | 5 120 | 5 310 | 4 737 | 4 964 | 5 403 |

| 1856  | 1861  | 1866  | 1872  | 1876  | 1881  | 1886  | 1891  | 1896  |
| ----- | ----- | ----- | ----- | ----- | ----- | ----- | ----- | ----- |
| 5 266 | 5 470 | 5 599 | 4 067 | 4 111 | 4 376 | 4 646 | 4 768 | 4 677 |

| 1901  | 1906  | 1911  | 1921  | 1926  | 1931  | 1936  | 1946  | 1954  |
| ----- | ----- | ----- | ----- | ----- | ----- | ----- | ----- | ----- |
| 4 730 | 4 850 | 4 781 | 5 167 | 5 176 | 4 475 | 4 443 | 4 837 | 4 379 |

| 1962  | 1968  | 1975  | 1982  | 1990  | 1999  | 2004  | 2006  | 2009  |
| ----- | ----- | ----- | ----- | ----- | ----- | ----- | ----- | ----- |
| 4 547 | 4 814 | 4 989 | 4 925 | 4 658 | 4 813 | 5 134 | 5 368 | 5 868 |

| 2014  | 2019  | 2022  | - | - | - | - | - | - |
| ----- | ----- | ----- | - | - | - | - | - | - |
| 6 170 | 6 234 | 6 246 | - | - | - | - | - | - |

#### Pyramide des âges
La population de la commune est relativement jeune.
En 2018, le taux de personnes d'un âge inférieur à 30 ans s'élève à 32,3 %, soit au-dessus de la moyenne départementale (31,2 %). À l'inverse, le taux de personnes d'âge supérieur à 60 ans est de 28,2 % la même année, alors qu'il est de 31,3 % au niveau départemental.
En 2018, la commune comptait 3 093 hommes pour 3 154 femmes, soit un taux de 50,49 % de femmes, légèrement inférieur au taux départemental (51,51 %).
Les pyramides des âges de la commune et du département s'établissent comme suit.
| Hommes | Classe d’âge | Femmes |
| ------ | ------------ | ------ |
| 0,7    | 90 ou +      | 2,2    |
| 7,6    | 75-89 ans    | 11,8   |
| 16,9   | 60-74 ans    | 17,2   |
| 23,0   | 45-59 ans    | 21,1   |
| 17,2   | 30-44 ans    | 17,7   |
| 15,6   | 15-29 ans    | 13,2   |
| 19,0   | 0-14 ans     | 16,7   |

| Hommes | Classe d’âge | Femmes |
| ------ | ------------ | ------ |
| 0,8    | 90 ou +      | 2,2    |
| 8,5    | 75-89 ans    | 11,6   |
| 20,5   | 60-74 ans    | 21,6   |
| 20,6   | 45-59 ans    | 20     |
| 17     | 30-44 ans    | 16,3   |
| 15,5   | 15-29 ans    | 13     |
| 17,1   | 0-14 ans     | 15,2   |

## Économie

### Entreprises et commerces
Les établissements actifs par secteur d'activité au 31 décembre 2015 à Baud est présenté ci-dessous.
|                                                              | Total | % com (% dep) | 0 salarié | 1 à 9 salarié(s) | 10 à 19 salariés | 20 à 49 salariés | 50 salariés ou plus |
| ------------------------------------------------------------ | ----- | ------------- | --------- | ---------------- | ---------------- | ---------------- | ------------------- |
| Ensemble                                                     | 577   | 100,0 (100)   | 361       | 168              | 26               | 13               | 9                   |
| Agriculture, sylviculture et pêche                           | 51    | 8,8 (10)      | 42        | 9                | 0                | 0                | 0                   |
| Industrie                                                    | 38    | 6,6 (6)       | 13        | 16               | 5                | 2                | 2                   |
| Construction                                                 | 84    | 14.6 (9,7)    | 41        | 33               | 4                | 6                | 0                   |
| Commerce, transports, services divers                        | 334   | 57,9 (60,1)   | 222       | 95               | 11               | 3                | 3                   |
| dont commerce et réparation automobile                       | 99    | 17,2 (15,1)   | 57        | 37               | 2                | 1                | 2                   |
| Administration publique, enseignement, santé, action sociale | 70    | 12,1 (14,2)   | 43        | 15               | 6                | 2                | 4                   |

#### Agriculture
- Polyculture et productions animales sont prédominants
- Céréales : maïs et blé
- Production légumière : petits pois, haricots verts
- Élevage laitier
- Porcheries
- Aviculture

#### Industrie
Baud est un petit centre d'industrie agroalimentaire. Ainsi on y trouve les salaisons et conserves Jean Floc'h (140 salariés), l'abattoir et découpe de lapins Rozanig Bretagne Lapins (70 salariés), les salaisons du Guémené (40 salariés). D'autres PME dans d'autres secteurs d'activité sont implantées dans la commune : les automatismes Marel (70 salariés), la chaudronnerie Arial (20 salariés), la menuiserie Maho (20 salariés), les fermetures Expert (30 salariés), les revêtements Le Dortz (40 salariés), la maçonnerie Le Gal (45 salariés), les réseaux électriques Réso (45 salariés), les travaux publics L. Rio (25 salariés), les transports Cobigo (90 salariés) et TB (40 salariés).

#### Commerce
Le centre-ville relativement dynamique est actuellement concurrencé par les zones commerciales et artisanales situées au nord. Grandes surfaces et PME s'y sont installées. La grande distribution est représentée par les magasins Intermarché (60 salariés), Carrefour (35 salariés) et Lidl. La poste emploie 25 salariés.

### Tourisme

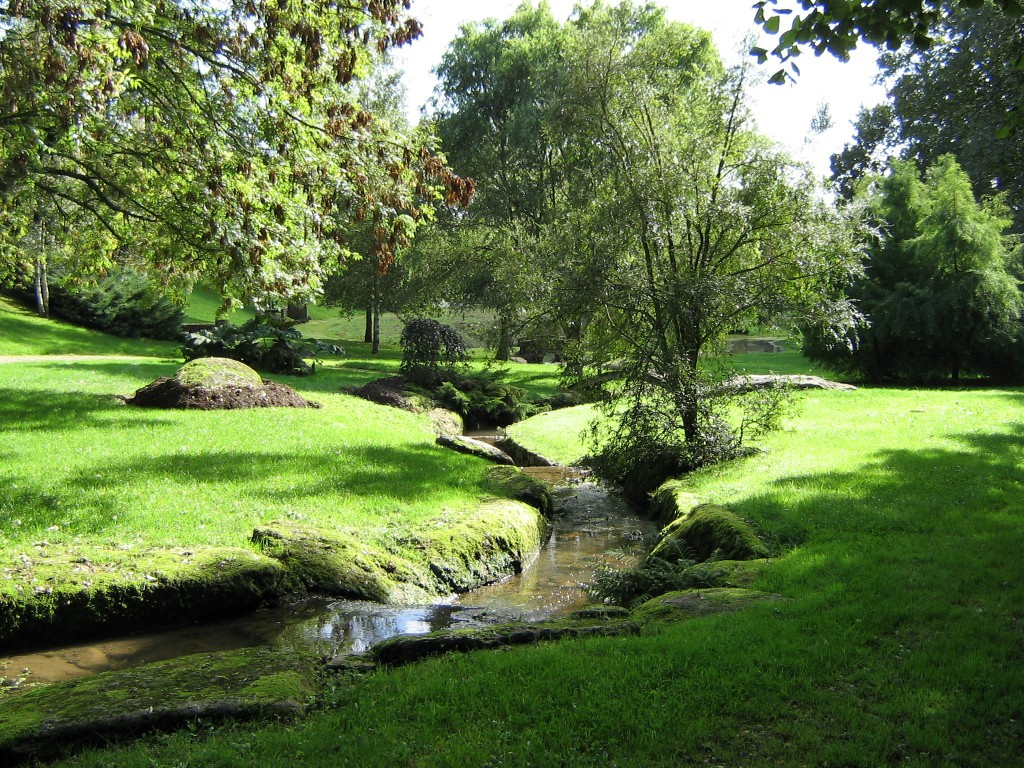
Parc public à Baud.

Des efforts ont été entrepris pour embellir les divers endroits de la commune. Les deux campings de l'Orée-du-Bois, tout près du centre-ville, et de Pont-Augan, jouxtant le Blavet, sont attrayants. Piscine intercommunale, cinéma, musée de la Carte Postale, chemins de randonnée, tennis, fêtes diverses pendant tout l'été, diversité architecturale, faune et flore font partie des éléments attractifs au même titre que la pêche à ligne en première catégorie dans l'Evel et les nombreux ruisseaux ou en deuxième catégorie dans le Blavet.

## Langue bretonne
À la rentrée 2018, 91 élèves étaient scolarisés à l’école Diwan et dans la filière bilingue publique (soit 12,3 % des enfants de la commune inscrits dans le primaire).
L'école Diwan scolarise 40 élèves à la rentrée 2018.

## Patrimoine et culture

### Costumes traditionnels
Les femmes de la région de Baud-Locminé disposaient de plusieurs coiffes, dont le "capot" (ar c'hapuchon) qui était la coiffe quotidienne (le capot était porté dans tout le Vannetais bretonnant). Dans la région de Baud, au début du XXe siècle, le capot s'est transformé, devenant utilisé lors des sorties. Une autre coiffe était la "kornek"(ar chouif), une coiffe à ailes, utilisée par les femmes lors des cérémonies dans tout le pays vannetais. Il existait aussi une coiffe dite "coiffe d'artisane" portée par les femmes aisées du bourg.

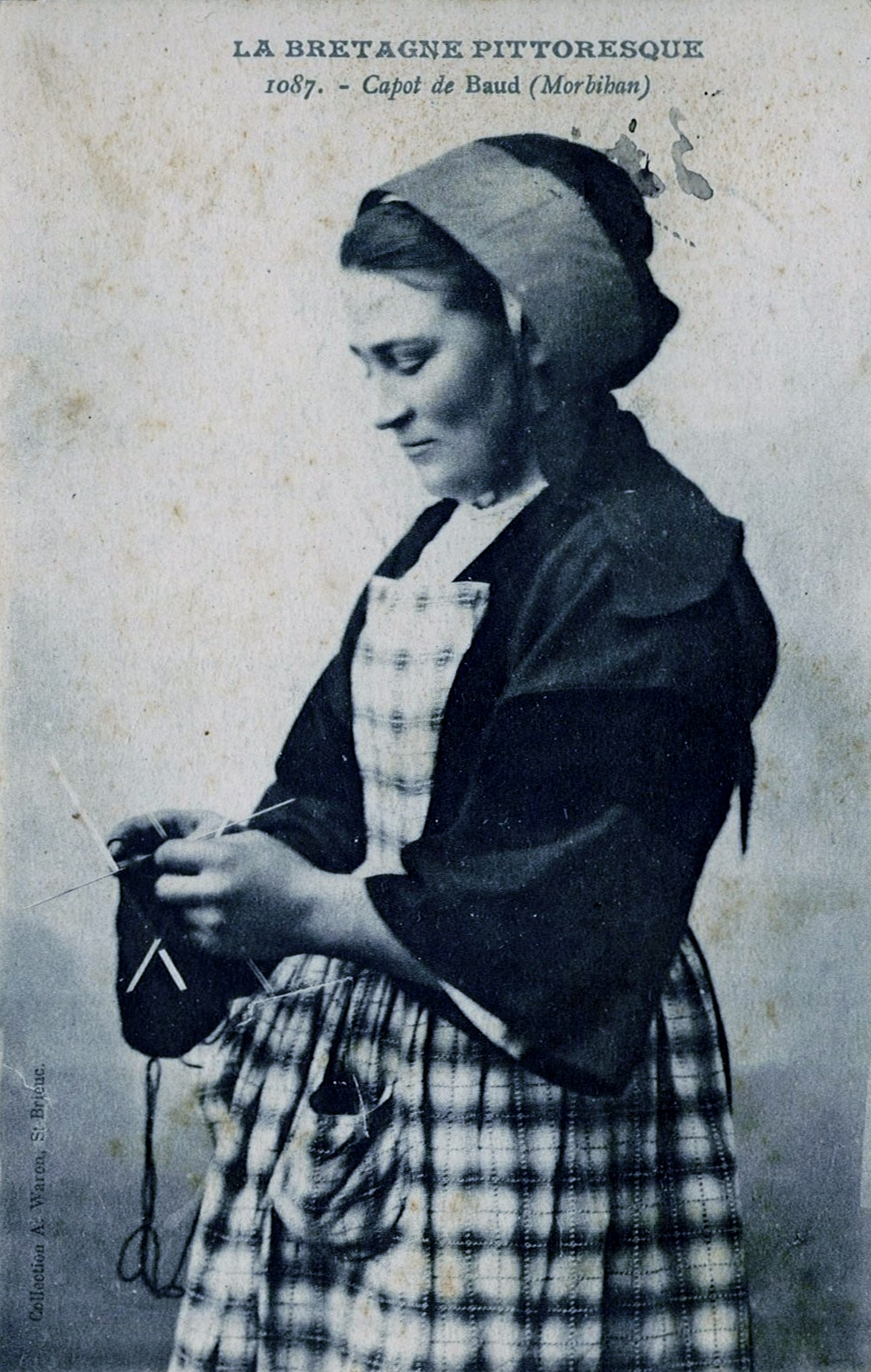
Capot de Baud (carte postale, vers 1920).
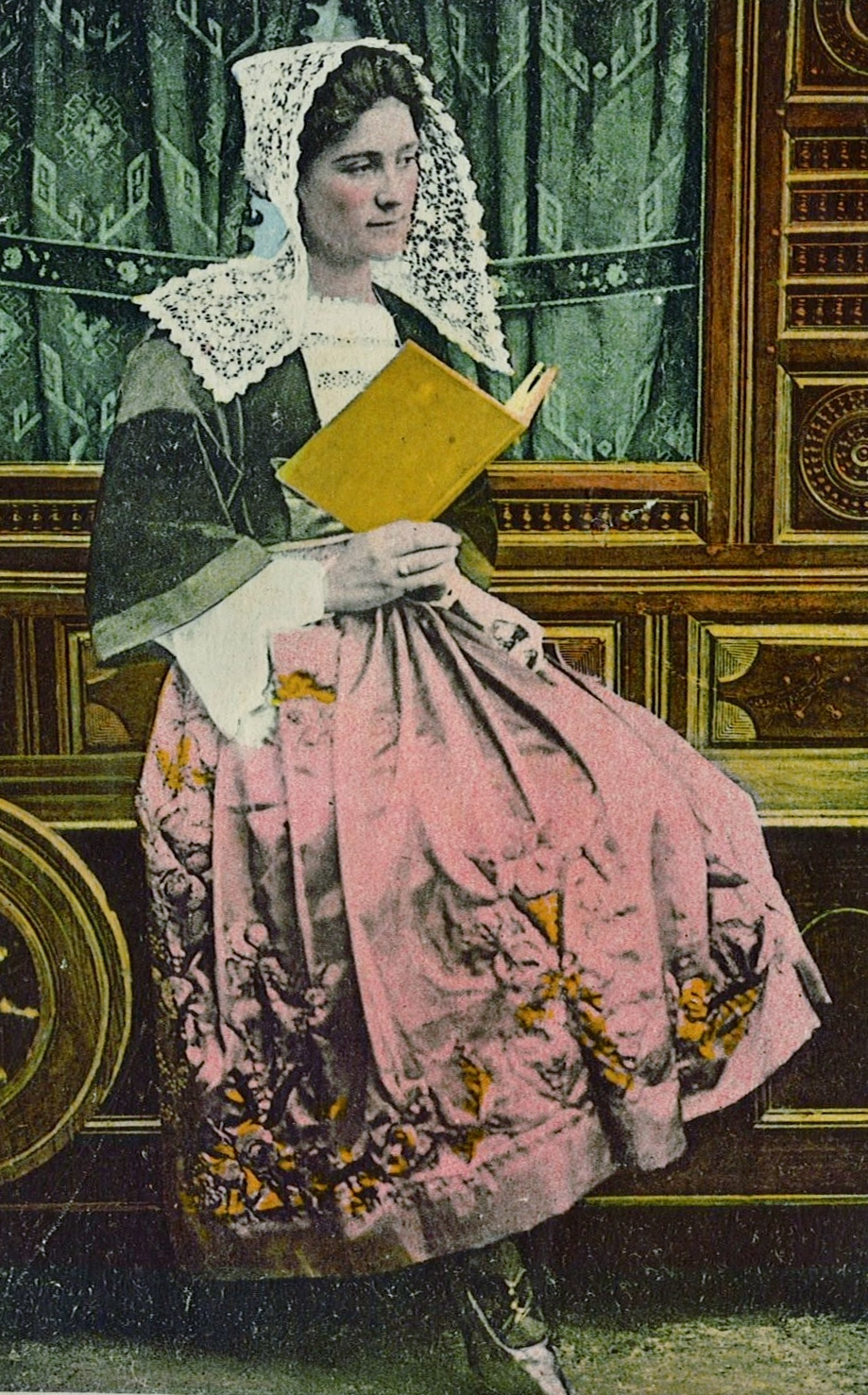
Costume de Baud (vers 1920, carte postale).
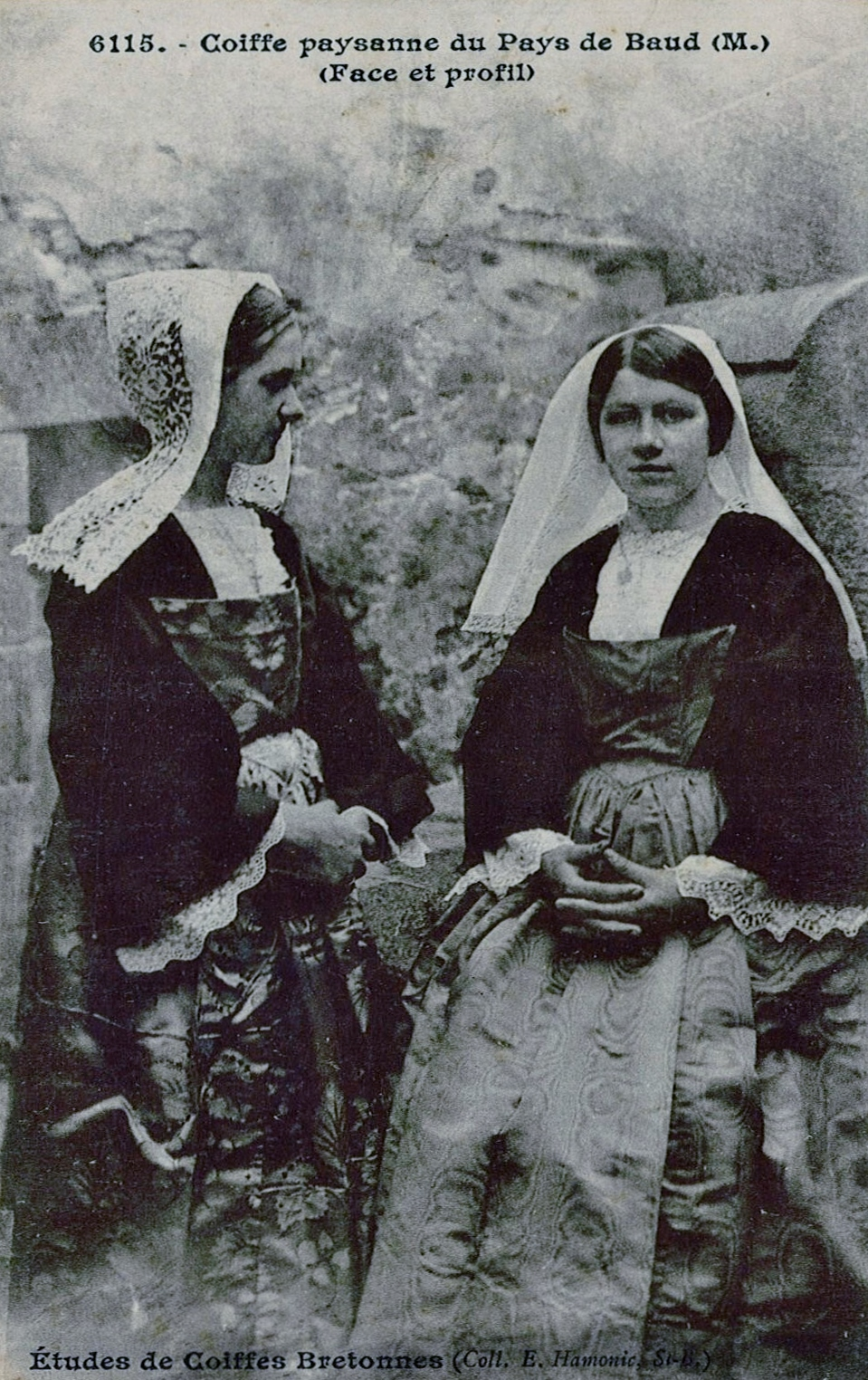
Coiffes paysannes de la région de Baud (carte postale Émile Hamonic, vers 1920).
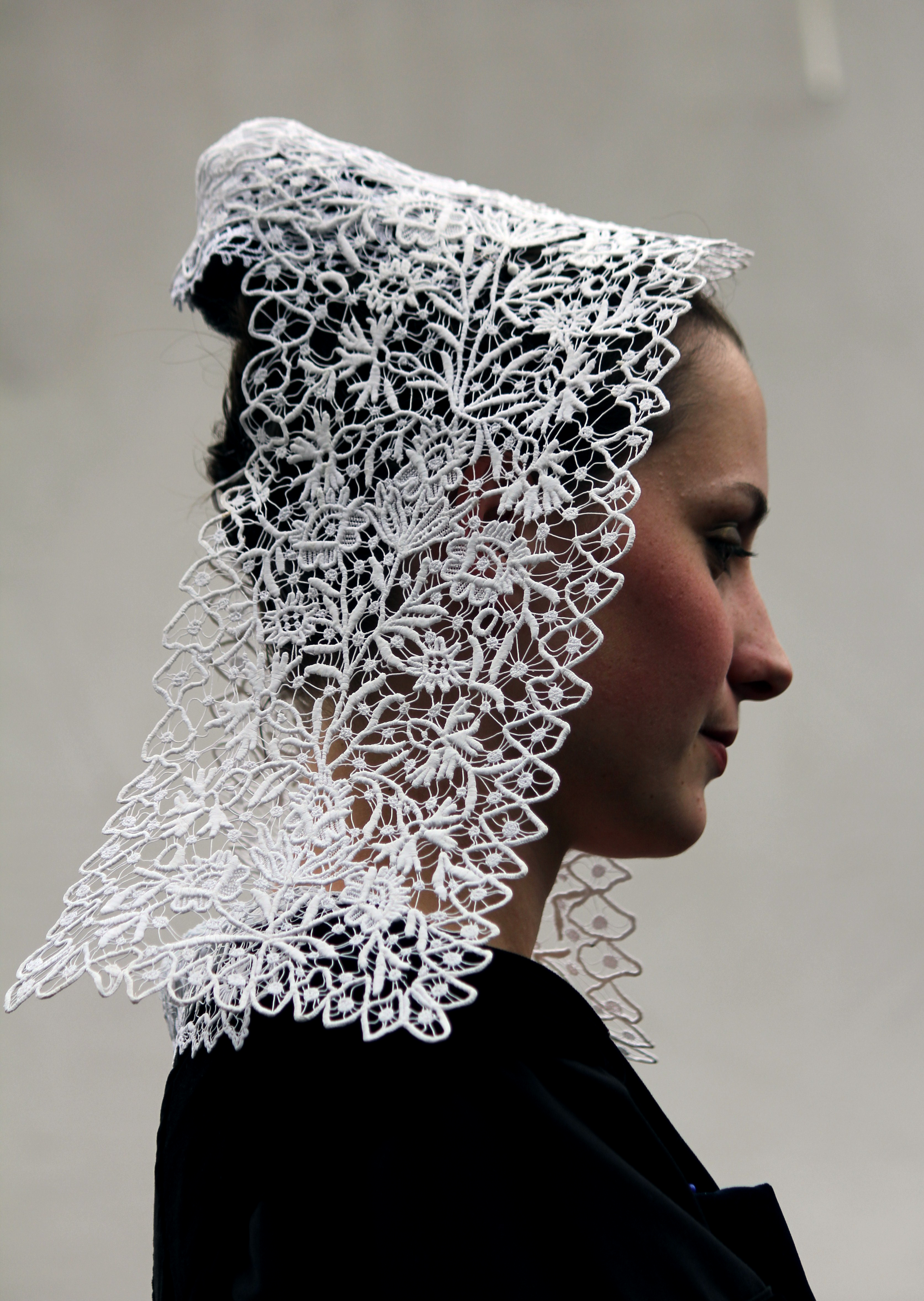
Coiffe de Baud, Morbihan (face).
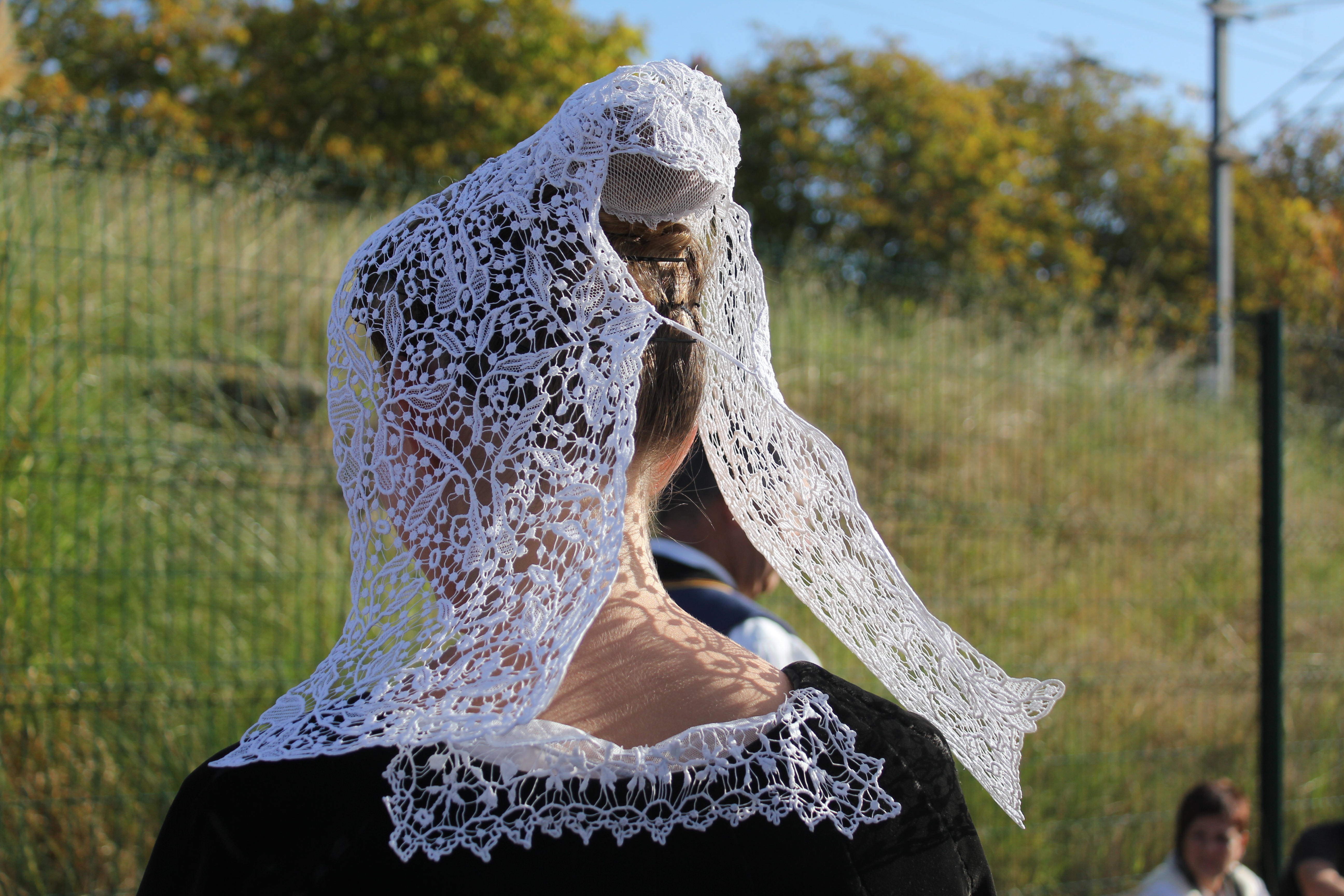
Coiffe de Baud, Morbihan (dos).

### Vestiges préhistoriques et antiques
- Allée couverte du Prieuré[64].

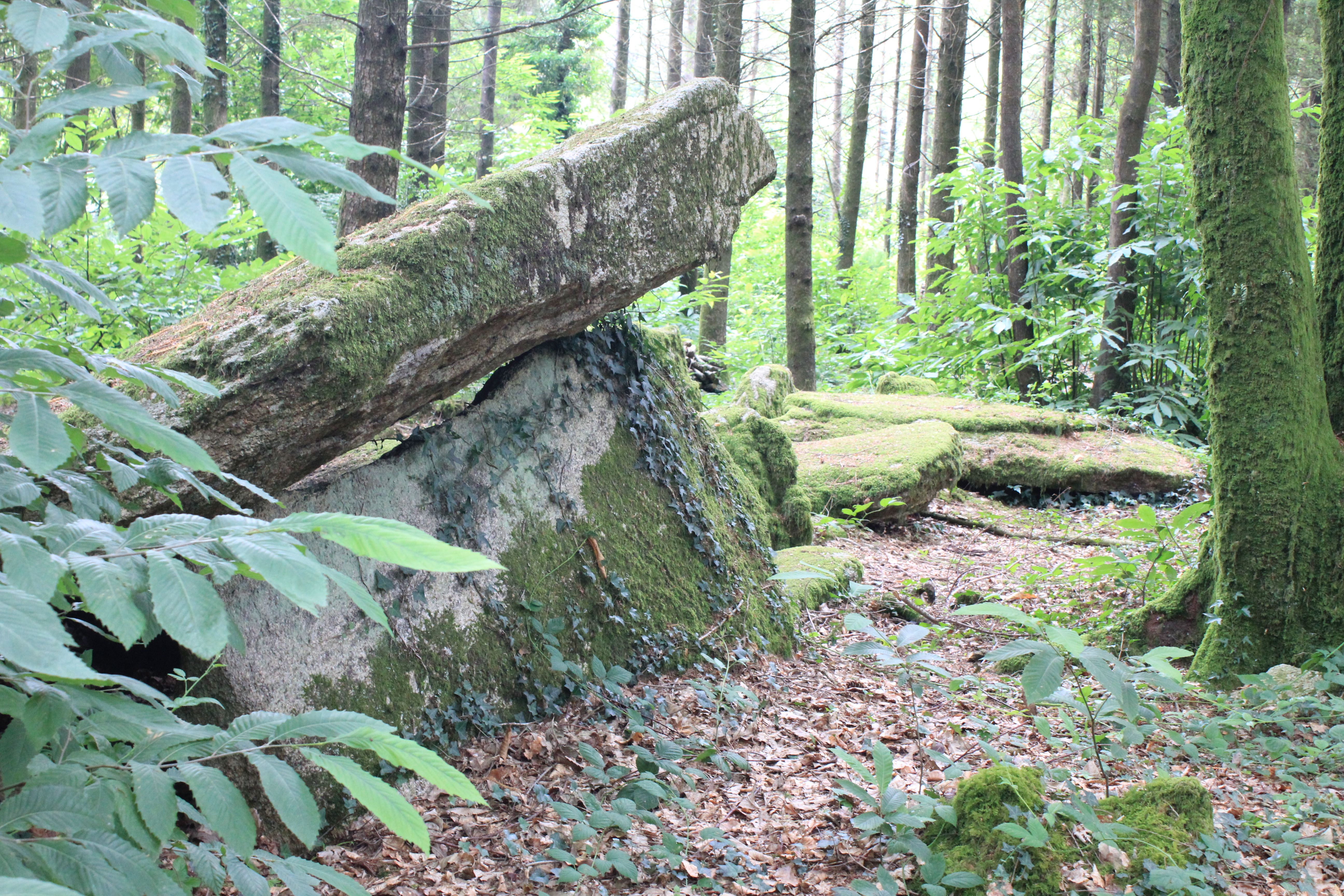
L'allée couverte du Prieuré.
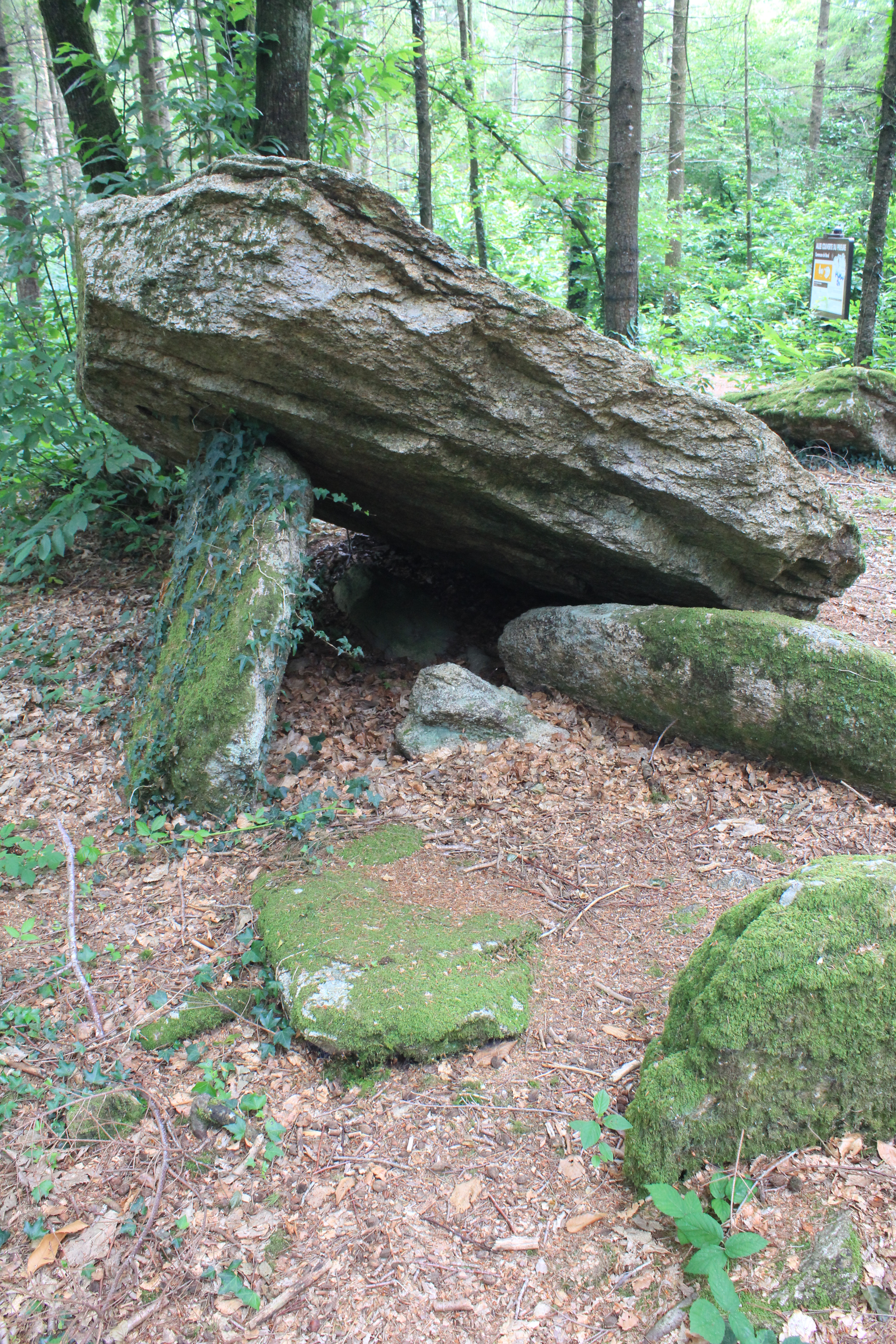
L'allée couverte du Prieuré.

- Château de Quinipily (détruit).

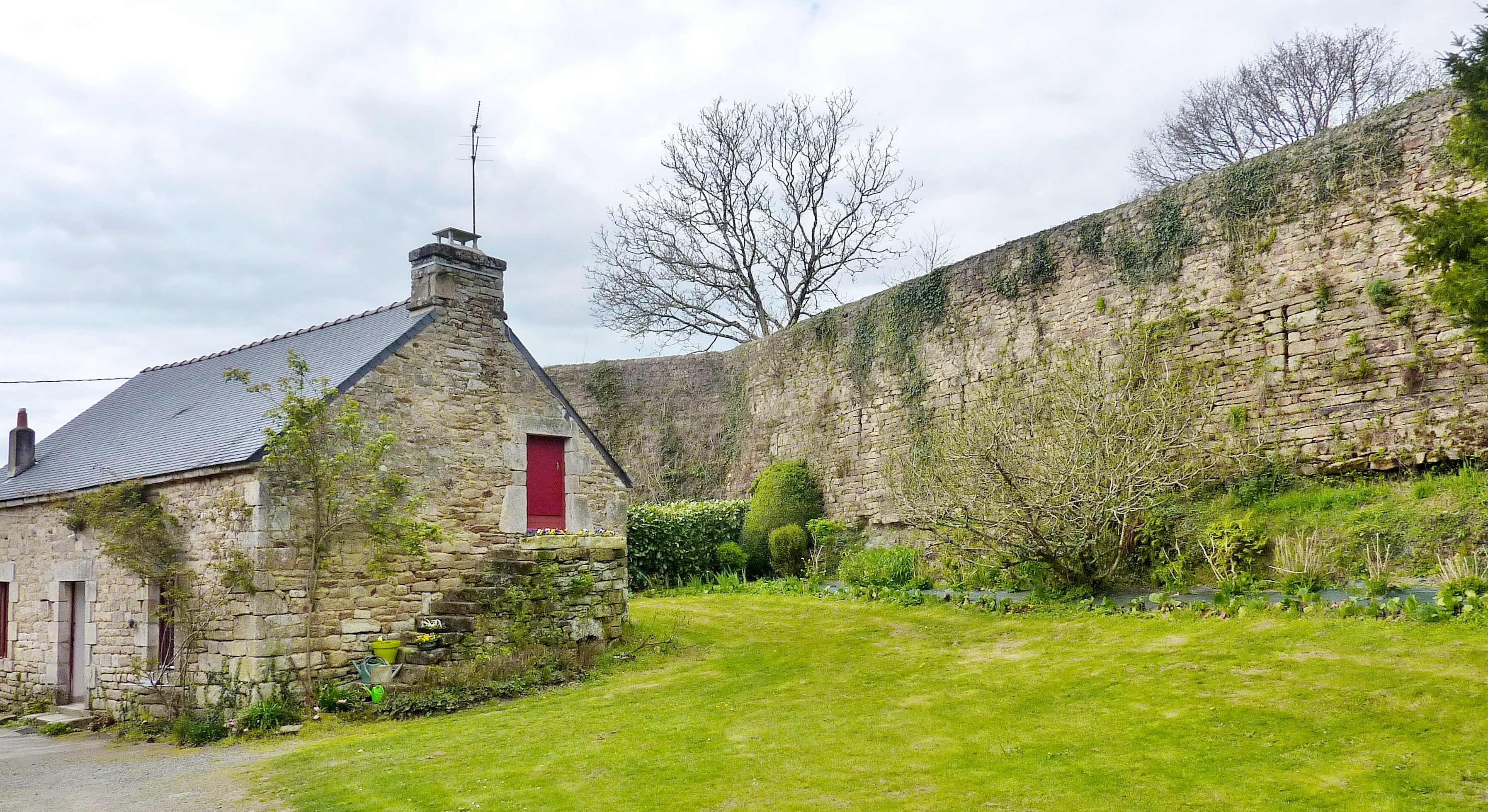
Les remparts de Quinipily, principal vestige subsistant de l'ancien château.

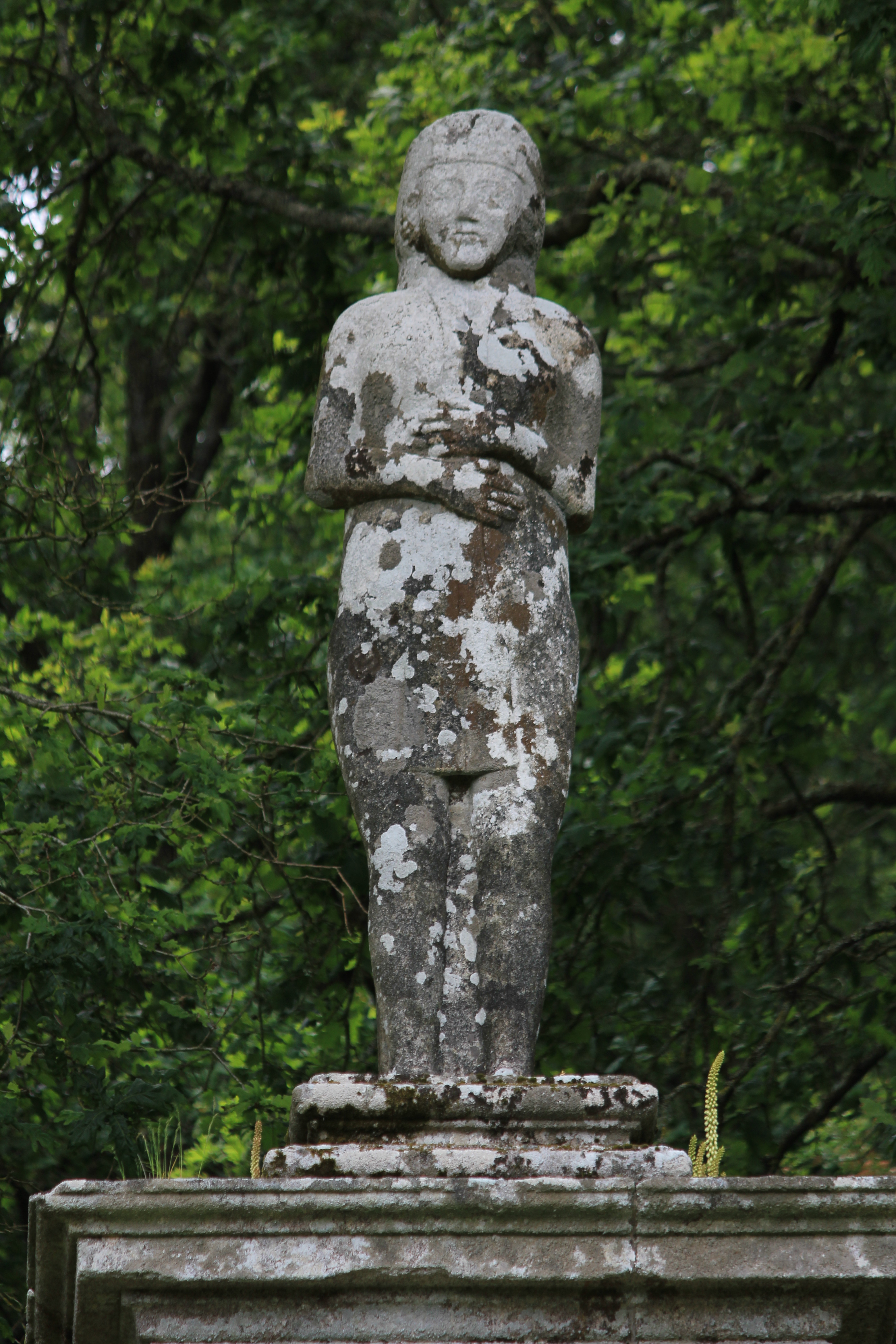
Statue de la Vénus de Quinipily.

- La Vénus de Quinipily[65] : Statue primitivement édifiée à Castennec près de Saint-Nicolas-des-Eaux sur la commune de Bieuzy-les-Eaux à une quinzaine de kilomètres plus au nord.
 En 1661, objet d'un culte païen (son culte impliquait peut-être de s'accoupler auprès d'elle pour guérir une stérilité[66]), elle est jetée dans le Blavet à la demande de l'évêque de Vannes Charles de Rosmadec. En 1664, elle est retirée de la rivière par les gens du pays ! En 1670, elle est mutilée (entaillé d'un sein et d'un bras) puis jetée de nouveau dans la rivière. Elle en est retirée en 1695 par Pierre de Lannion, seigneur de Quinipily, qui entre d'ailleurs à ce sujet en conflit avec le duc de Rohan, et la fait transporter dans son château de Baud. Elle doit orner une fontaine monumentale dans le parc du château, l'eau devant couler dans une magnifique auge en granit monolithe de 3 600 litres de contenance aux parois extrêmement fines provenant elle aussi de Castennec (cette auge est probablement l'ancienne niche dans laquelle était présentée primitivement la statue). Cependant, la statue mutilée ne peut être décemment présentée. Ainsi, on peut affirmer que cette statue aux origines qualifiées par certains d'incertaines (idole romaine, étrusque ou égyptienne - il est vrai que des inscriptions sur son socle la présentent comme Vénus victorieuse !) est une statue moderne sculptée au début du XVIIIe siècle sur ordre du comte de Lannion, à l'image des cariatides qui ornaient la façade de son château de Quinipily (aujourd'hui détruit) pour remplacer la statue antique trop mutilée. Prosper Mérimée qui s'est rendu à Baud aurait pu s'inspirer, entre autres, de cette énigmatique statue pour écrire sa nouvelle : La Vénus d'Ille.

### Église et chapelles
- L'église paroissiale Saint-Pierre ; l'ancienne église, qui datait du XIVe siècle ou du XVe siècle (son chœur avait été reconstruit en 1687), fragilisée par un coup de tonnerre le 10 février 1900, vit sa nef s'effondrer le 2 mars 1922 et la nouvelle église a été construite entre 1925 et 1927.

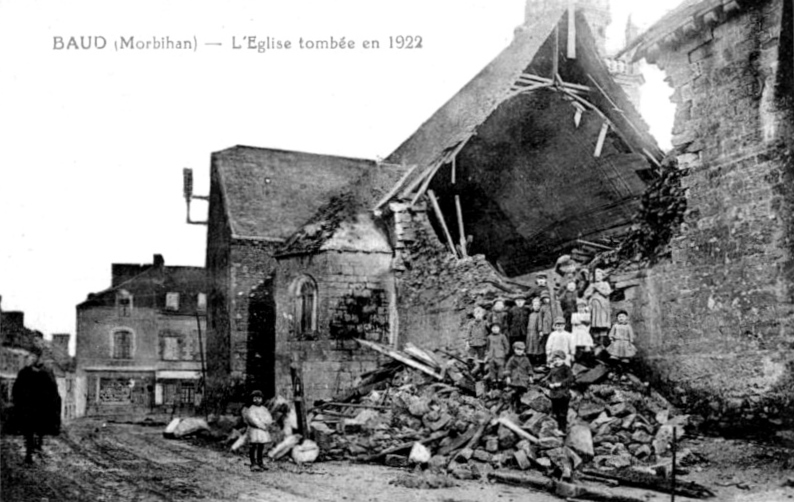
Baud : l'église paroissiale Saint-Pierre effondrée en 1922.
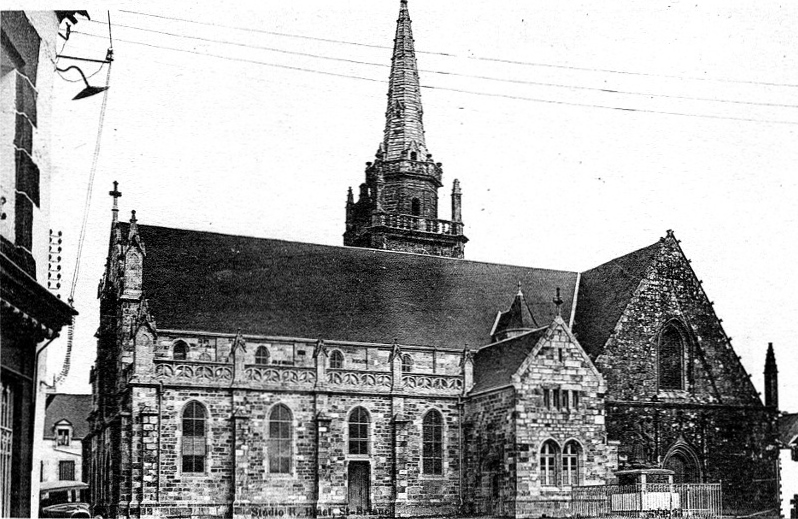
L'église paroissiale Saint-Pierre vers 1930.
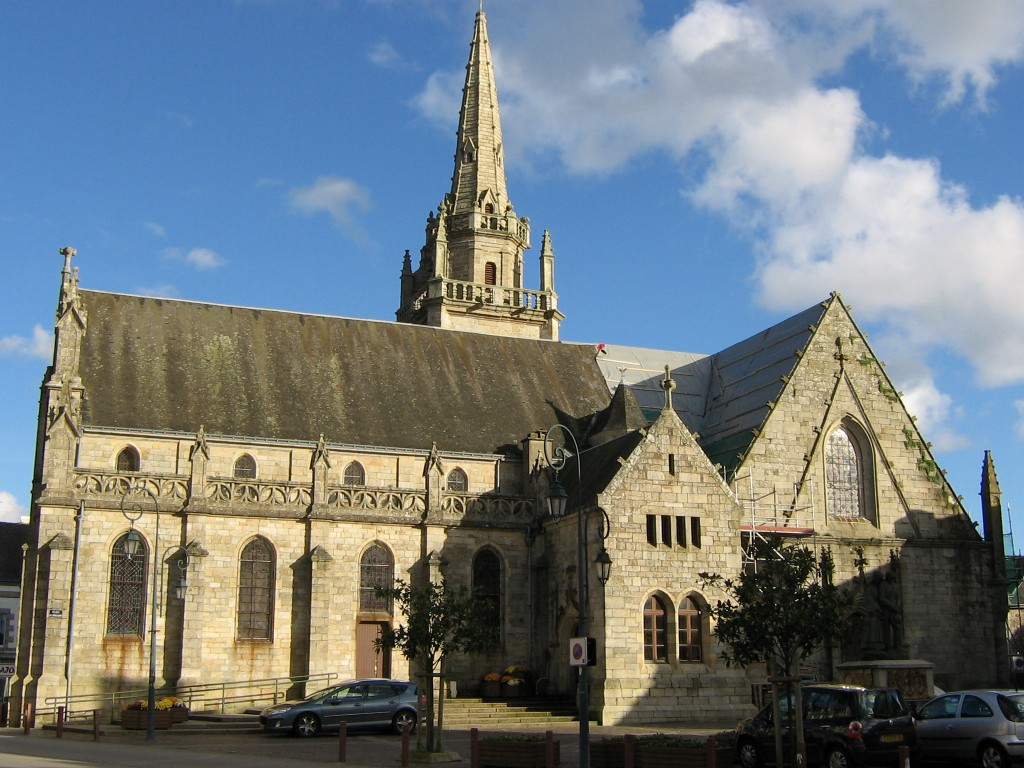
Église paroissiale Saint-Pierre : vue extérieure d'ensemble.
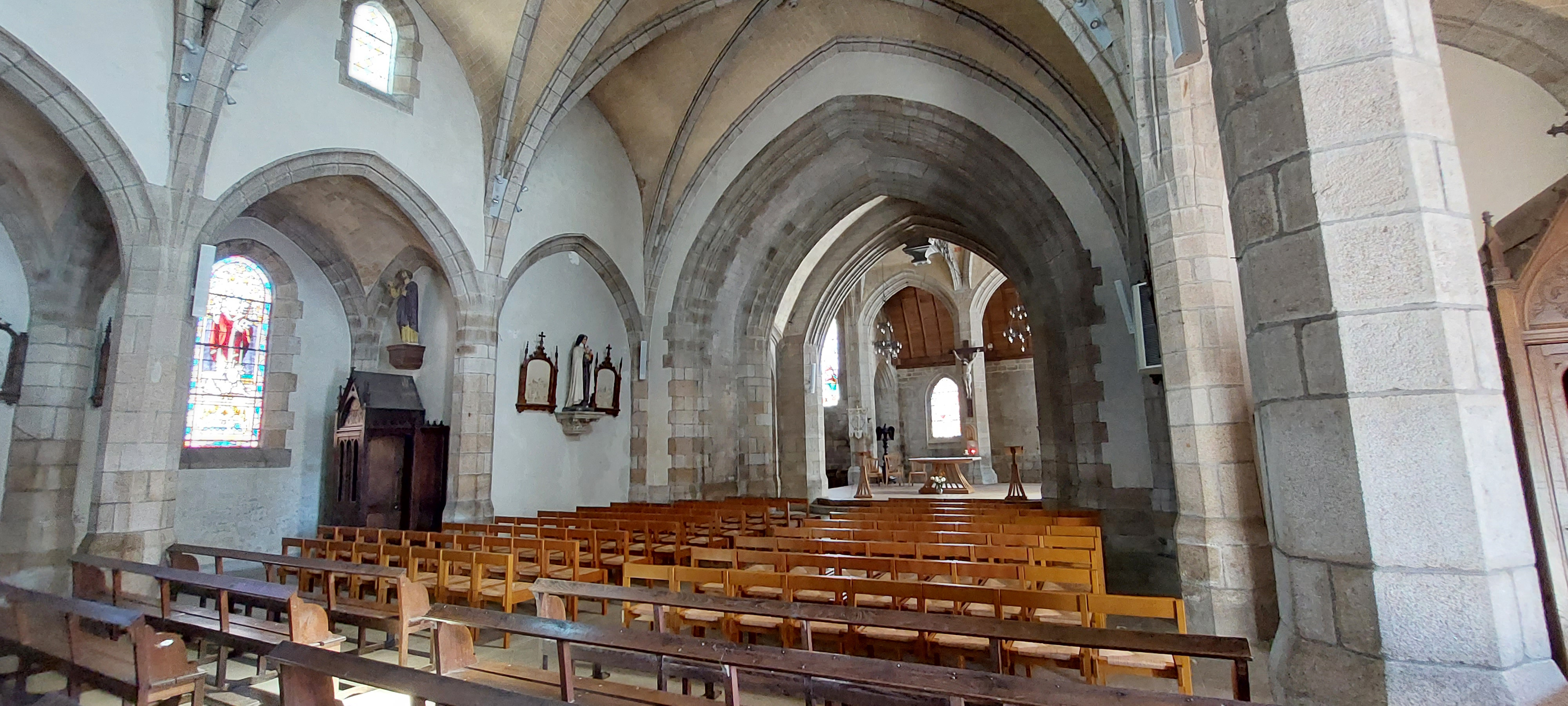
Église paroissiale Saint-Pierre : vue intérieure (la nef.
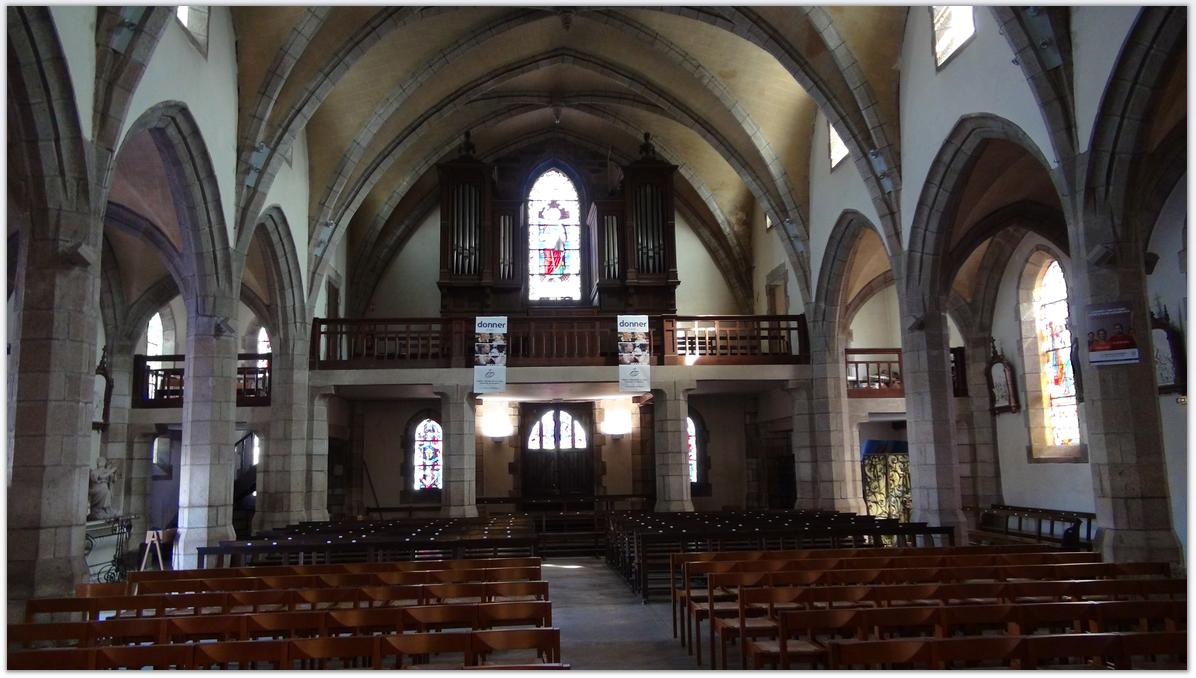
Église paroissiale Saint-Pierre : vue intérieure (les orgues).

- La chapelle de la Clarté du XVe siècle, XVIe siècle et XVIIe siècle[67]. Elle s'ouvre dans la nef de l'église paroissiale (depuis la reconstruction de celle-ci en 1927) et abrite la statue de Notre-Dame-de-la-Clarté.

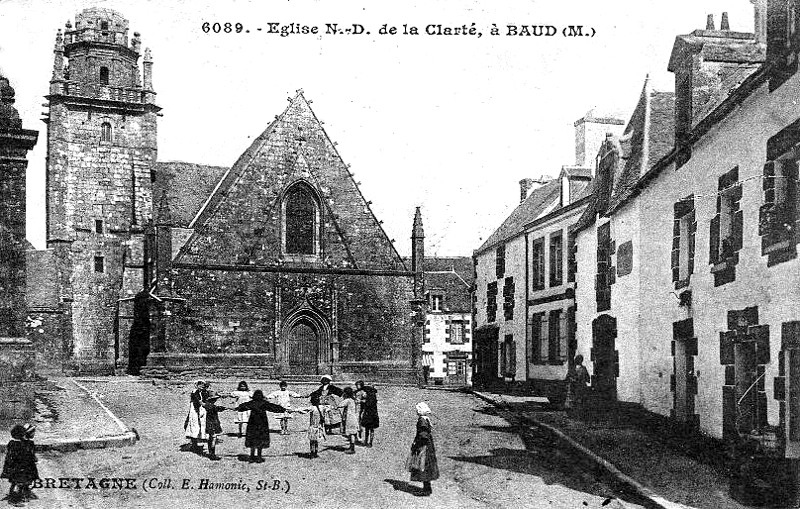
Baud : la chapelle Notre-Dame de la Clarté au début du XXe siècle (carte postale Émile Hamonic).
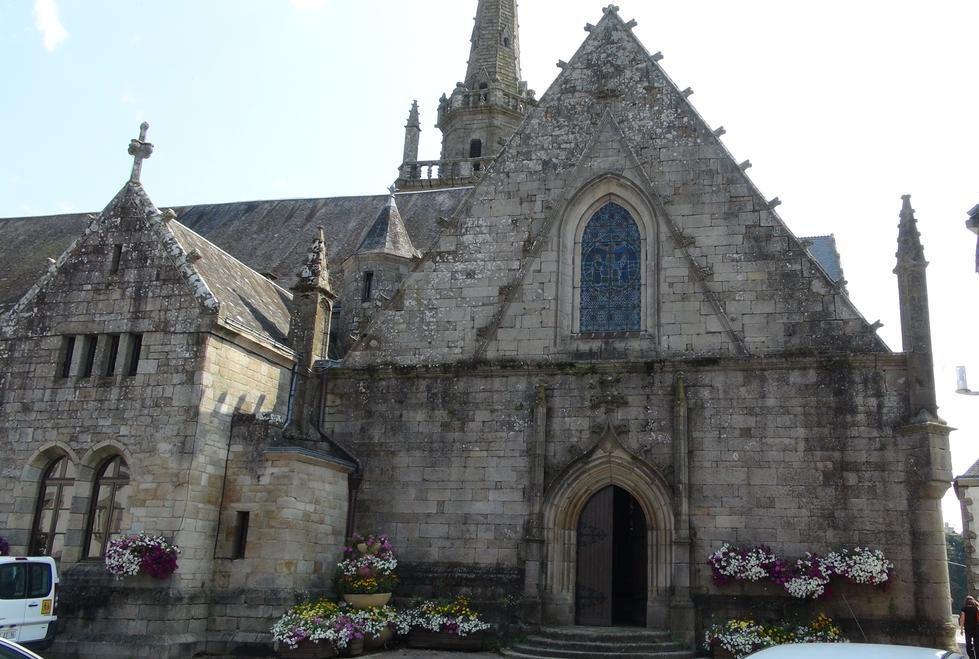
Chapelle Notre-Dame-de-la-Clarté : vue extérieure.
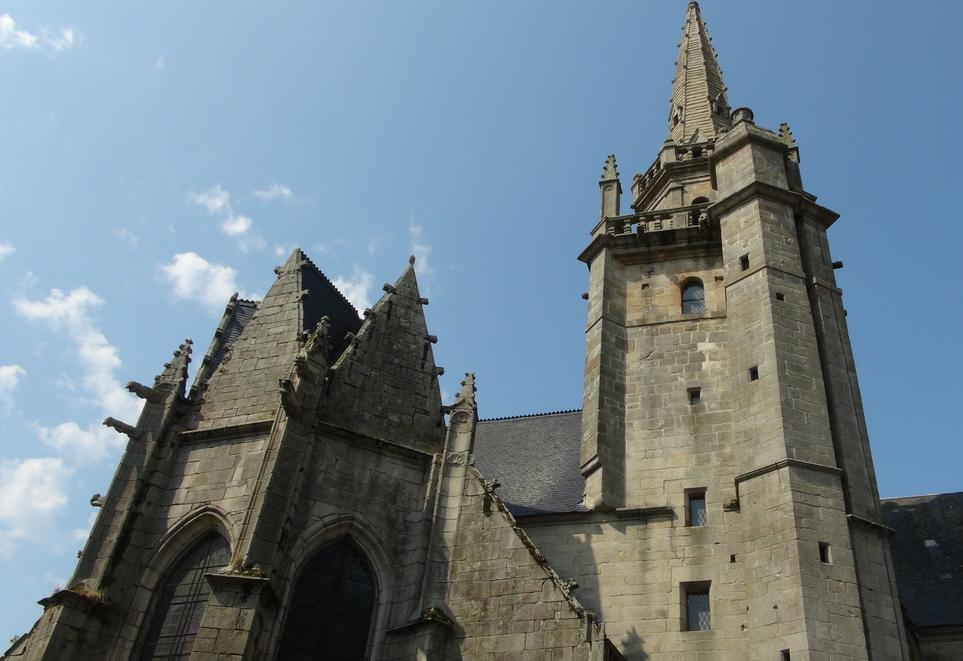
Chapelle Notre-Dame-de-la-Clarté : le clocher.

- La chapelle de Saint Jacques et Saint Isidore à Crann et son menhir christianisé. Son pardon est organisé le deuxième dimanche d'août.
- La chapelle Saint-Cado à Loposcoal. Son pardon se déroule le deuxième dimanche de septembre.
- La chapelle Saint-Julien à Kerdéhel est à l'abandon (située sur un terrain privé).
- La chapelle Saint-Adrien date du XVe siècle : elle se trouve dans le hameau Saint-Adrien en contrebas de la route, entre deux fontaines, celle de droite est surmontée d'un calvaire. À l'intérieur, un jubé très simple ferme la nef, sculpté de son côté, peint côté chœur. Cette chapelle est en fait située en Saint-Barthélemy, mais toute proche de la limite communale avec Baud.

### Fontaines et lavoirs
- Fontaine de la Clarté XVIe siècle[68]. Elle se trouve dans la ville basse, en contrebas de la route de Locminé.

Deux lavoirs se trouvent à proximité : le lavoir couvert, à impluvium central (ce qui permet de laisser à découvert le bassin afin de recueillir les eaux pluviales), est construit par décision du conseil municipal en date du 21 février 1904 en mémoire de Mme Poitevin qui, dans son testament, léguait l'argent nécessaire pour couvrir ce douet, aménagé au XIXe siècle.

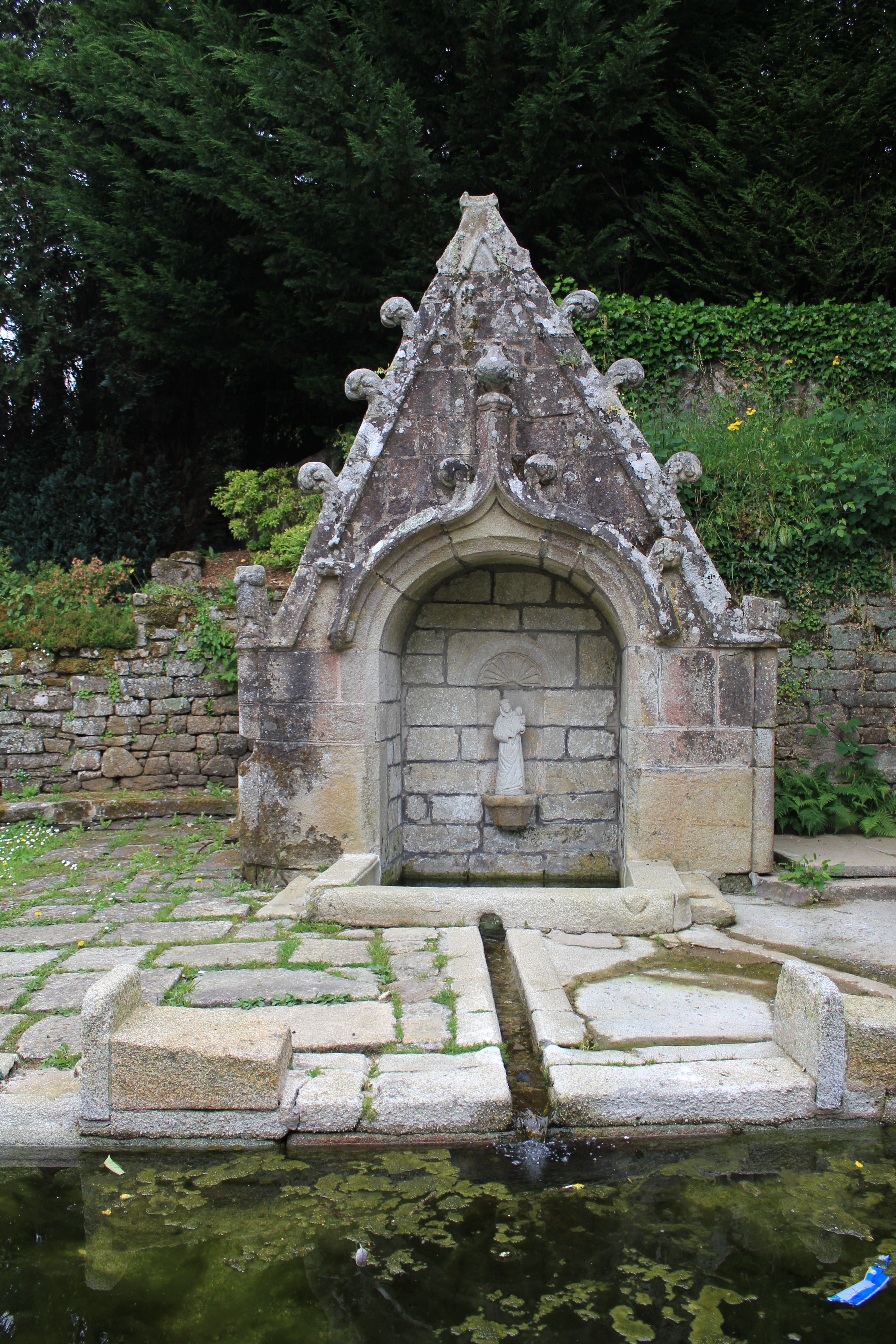
La fontaine de la Clarté.
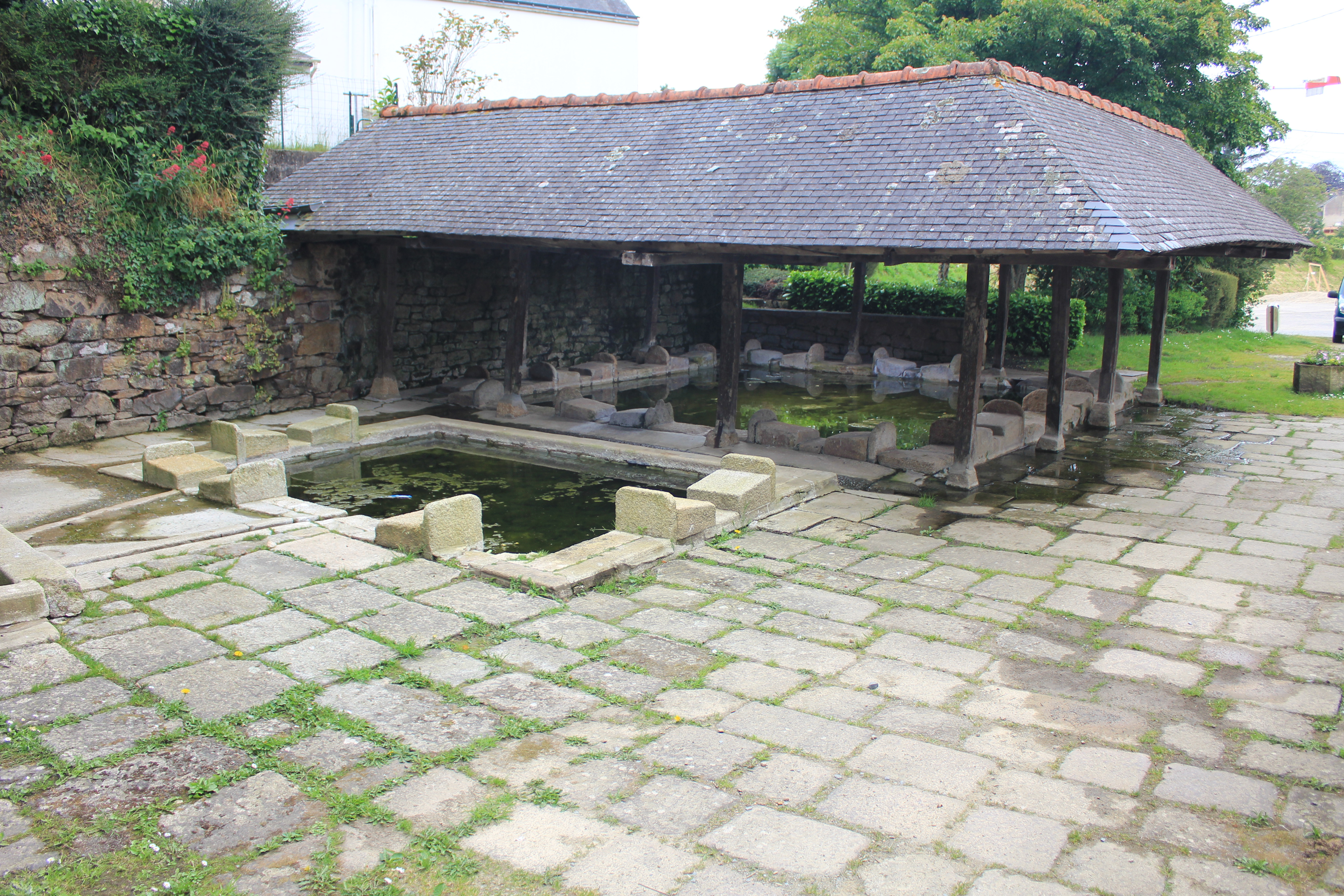
Les lavoirs de la Clarté.
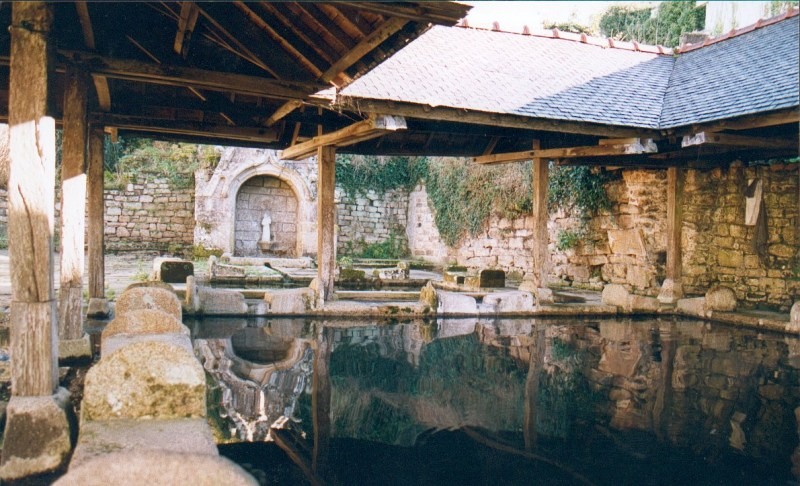
Le lavoir couvert à impluvium de la Clarté.
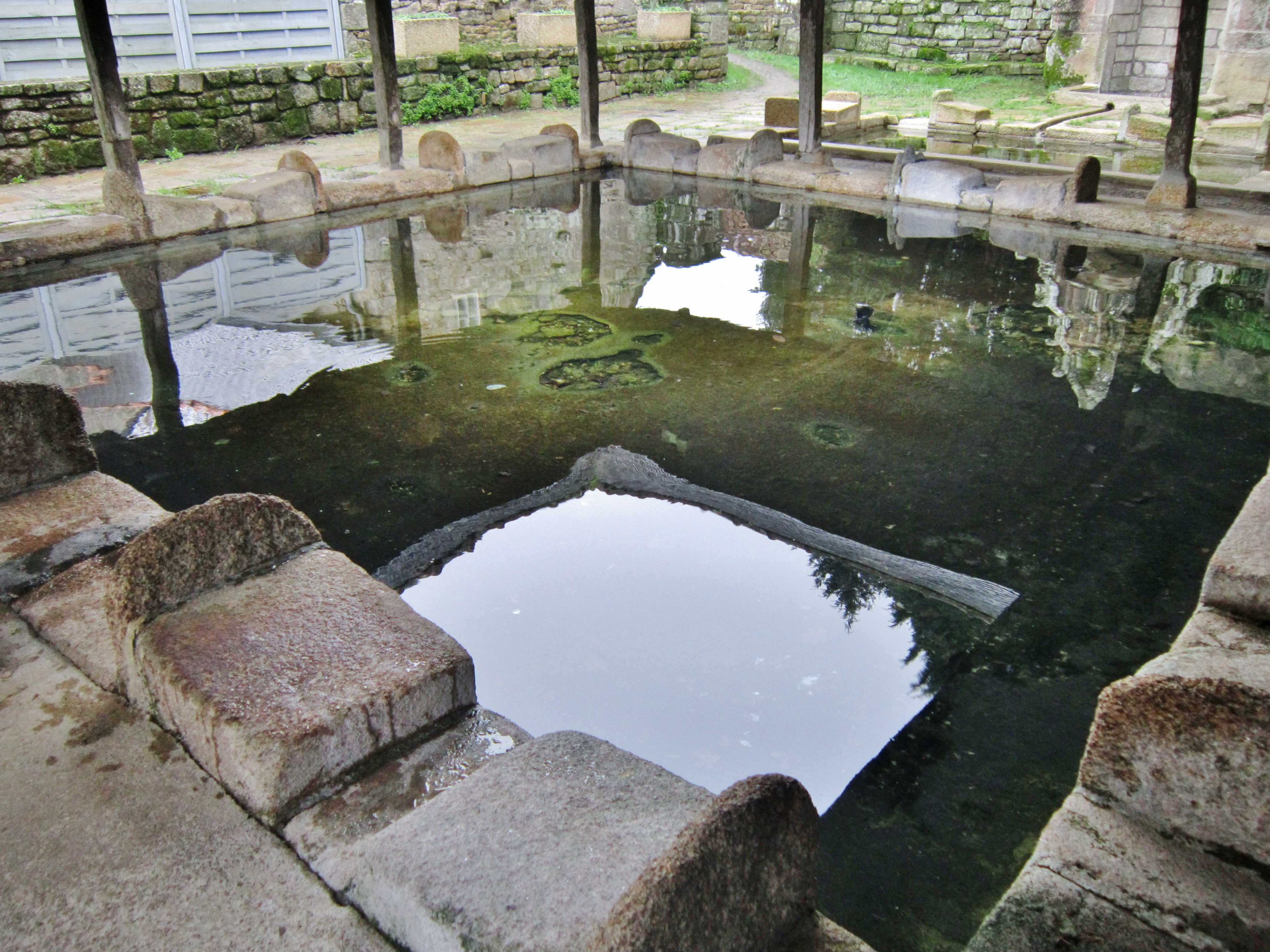
Le lavoir à impluvium de la Clarté : vue du bassin à l'intérieur du lavoir couvert.

- La fontaine et le lavoir Saint-Pierre : la fontaine alimentait la ville et l'usine Tirot en eau potable dès le début du XXe siècle.

### Calvaires et croix
- Croix de Kermarec XVIIe siècle[69]
- Croix de Ténuel 4°quart du XVIIe siècle[70]
- Croix jumelées de Boullet[71], sur la route de Bubry (D3) peu avant le lieu-dit Boullai.

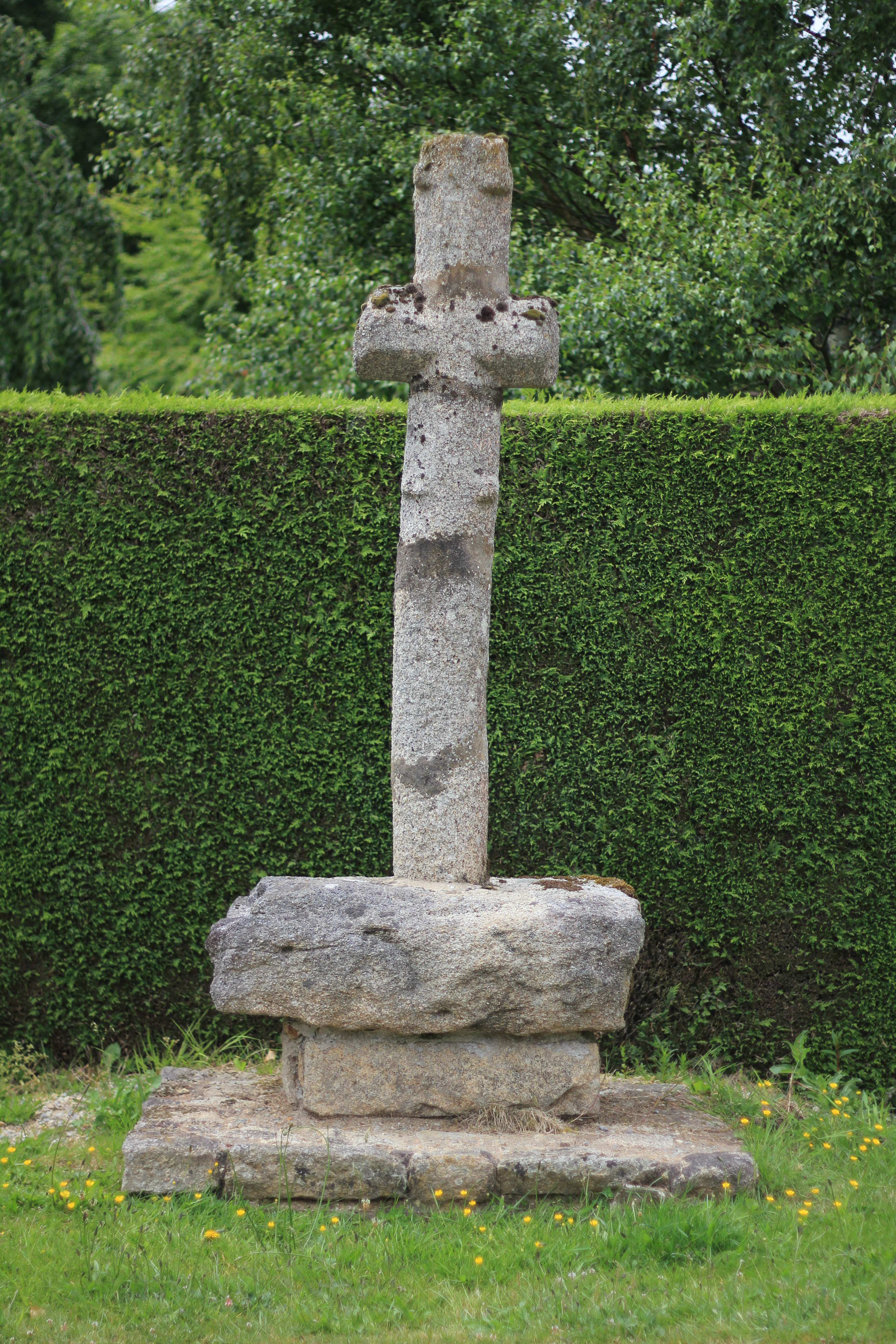
La croix de Kermarec.
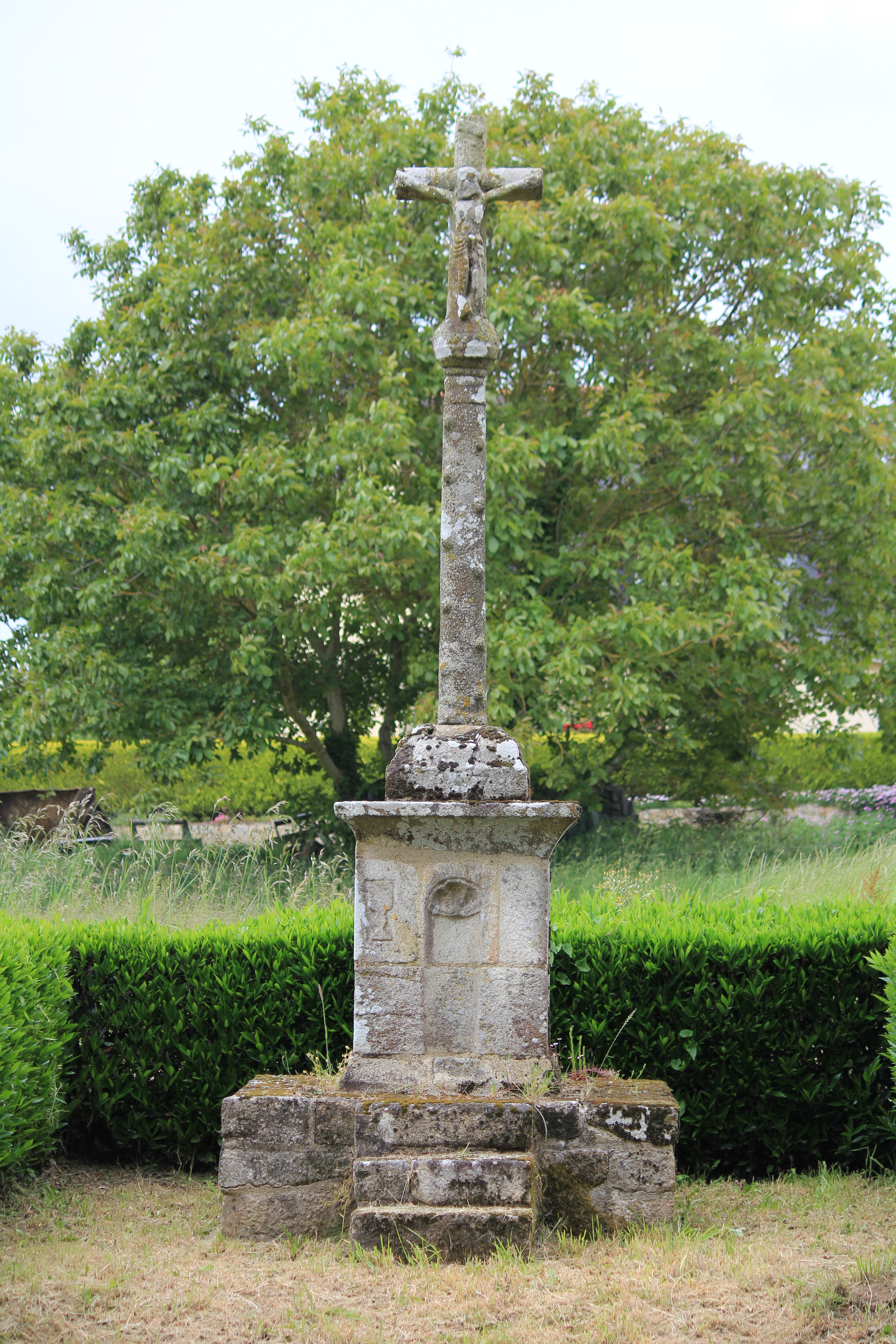
La croix de Ténuel.
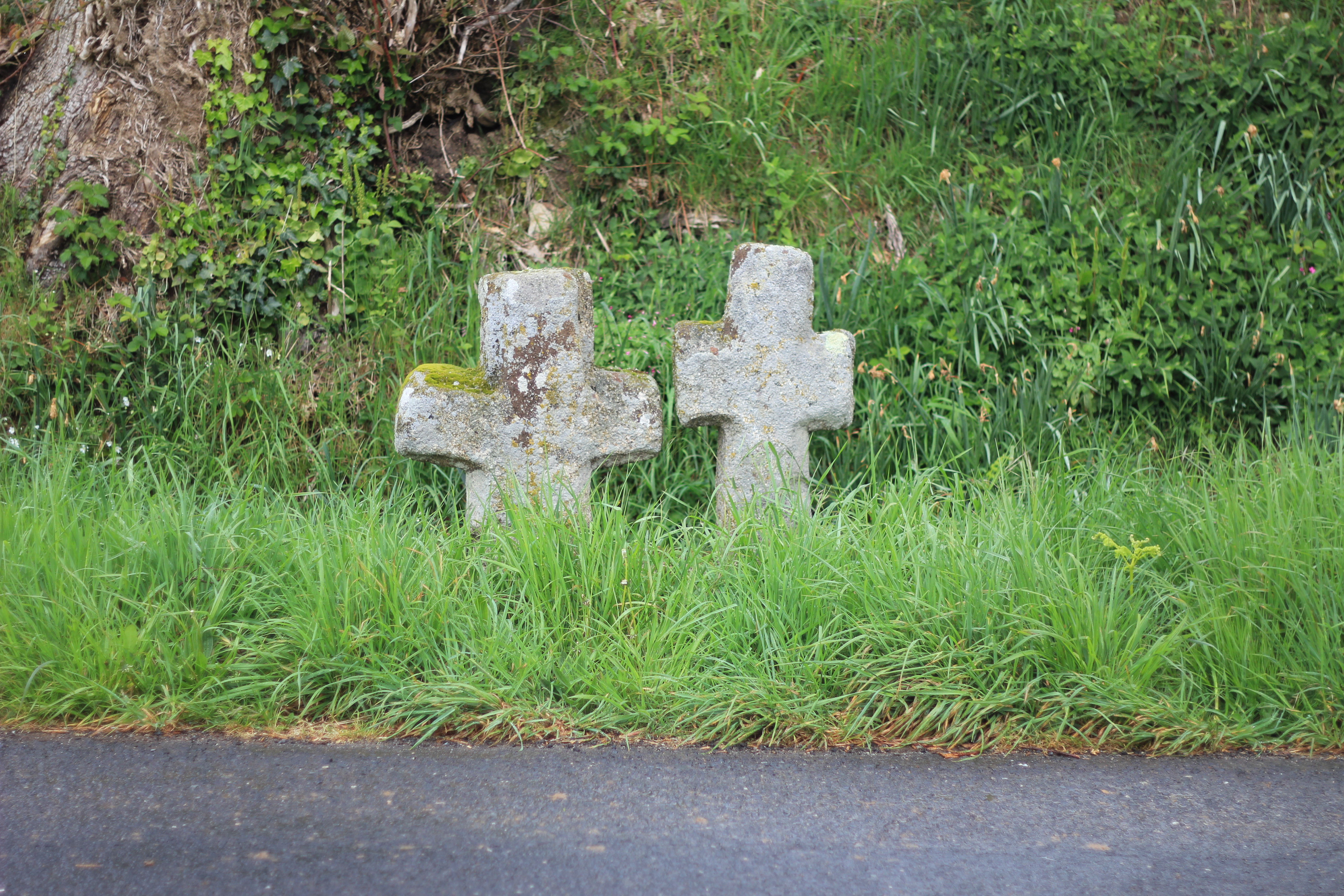
Les croix jumelées de Boullet.

### Manoir
- L'actuel manoir de Quinipily (sur le site du château de Quinipily détruit).
- Le manoir de la Villeneuve - ancienne école d'apiculture - au centre bourg de Baud.

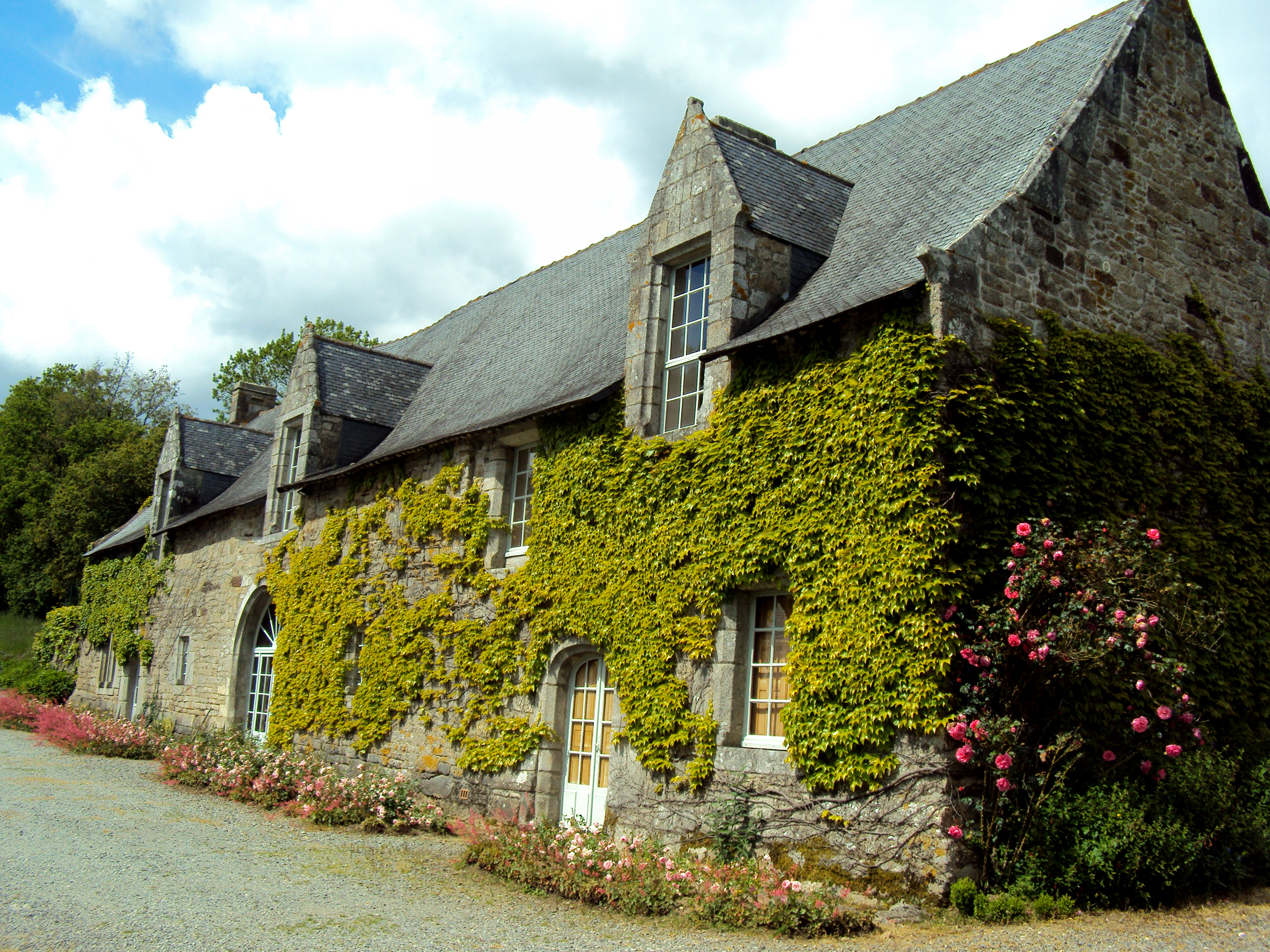
L'actuel manoir de Quinipily.

### Musées

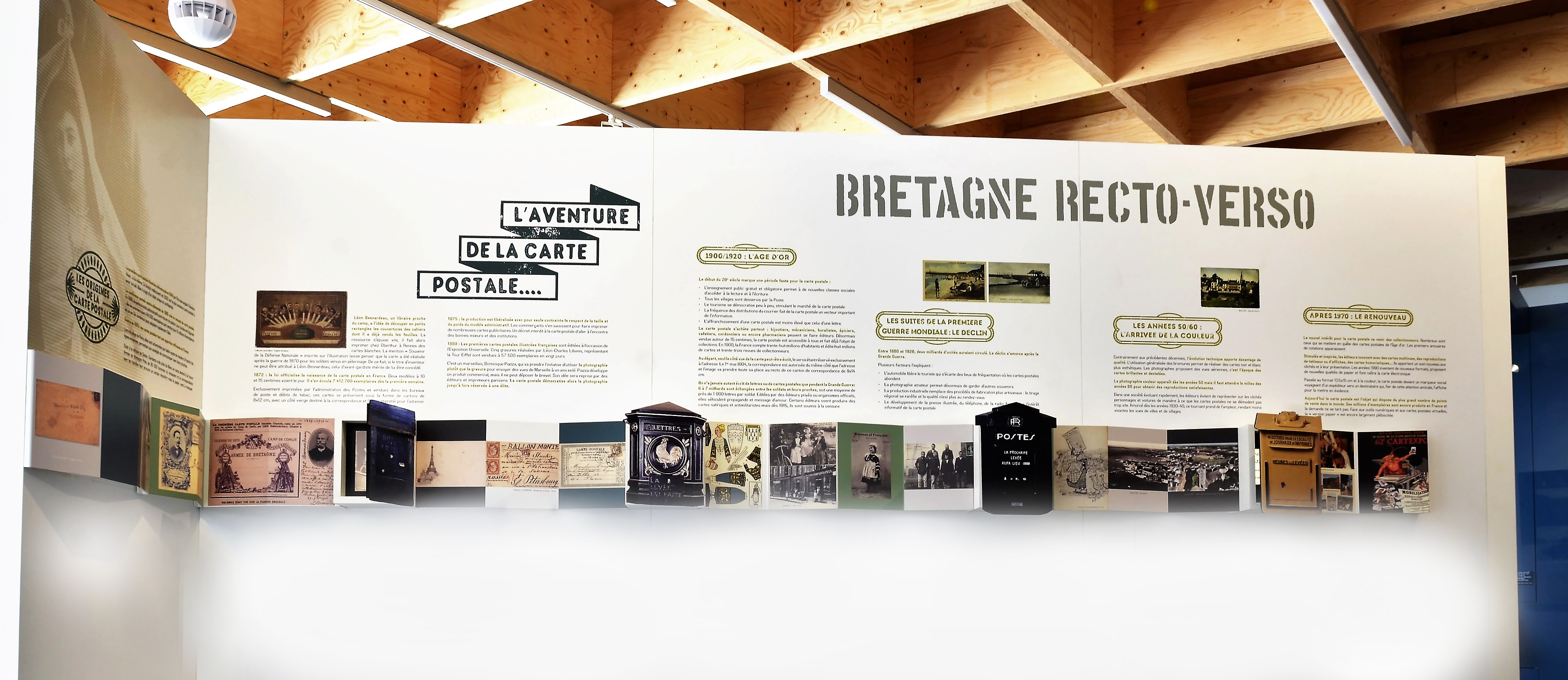
Une des expositions de l'ancien Cartopole.

Le Carton voyageur (anciennement le Cartopole), musée de la carte postale qui conserve 120 000 cartes postales. Allant de 1900 à nos jours, les collections du musée proposent sur 250 m2 l'histoire de la carte postale et la Bretagne traditionnelle. Les cartes postales sont aussi consultables en ligne où plus de 80 000 images numérisées en haute définition permettent de voyager dans les collections du musée.

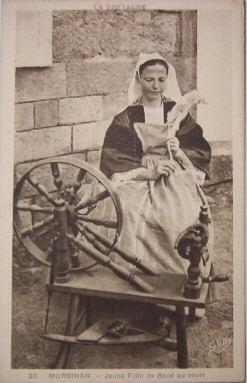
Baud : jeune fille au rouet (carte postale, vers 1910).

## Personnalités liées à la commune
- Famille d'Arradon ;
- Pierre-Jean Cadoudal, frère de Georges Cadoudal né en 1765 à Baud, jardinier
- Vincent-Claude Corbel du Squirio : Vincent-Claude Corbel, habitant le village du Squirio, d’où son nom de Corbel du Squirio est né à Baud le 4 mars 1749. Avocat, il est élu maire de Baud le 18 février 1790, mais il démissionne rapidement préférant le poste de colonel de la milice nationale qu’on lui offre. Il devient député du Morbihan à l’Assemblée législative le 1er octobre 1791. Réélu le 6 mars 1792, comme député de la Convention, il siège dans la « Plaine », c’est-à-dire le centre. Il vote pour l’emprisonnement du roi jusqu’à la paix lors du procès de Louis XVI, le 17 janvier 1793 mais contre le sursis à ce jugement le lendemain. Il est souvent considéré, à cause de ce dernier vote, comme ayant participé à la condamnation à mort de Louis XVI. Attaché aux Girondins, il est arrêté puis délivré après l'arrestation de Robespierre le 9 thermidor (27 juillet 1795). Il repousse l’attaque des chouans contre Baud au moment de l’« affaire de Quiberon ». Sous l’Empire, il est juge puis président du tribunal des douanes à Lorient. Exilé en 1816, amnistié en 1819, il se retire à Baud où il meurt le 19 janvier 1825 ;
- Louis-Marie Guyomard M.E.P. (1858-1889), missionnaire martyrisé au Cambodge ;
- Mathurin Henrio (1929-1944), né au lieu-dit Tallen Crann, a été décoré de l'Ordre des Compagnons de la Libération, dont il est le plus jeune récipiendaire.
- Charles Homualk (1909-1996), illustrateur de cartes postales, a fait don au Conservatoire Régional de la Carte Postale de Baud (Morbihan) de plus de 6000 dessins originaux ;
- Jean Jan (1772-1798), célèbre Chouan, lieutenant de Georges Cadoudal ;
- Famille de Lannion ;
- François XII-Alexandre-Frédéric, duc de La Rochefoucauld-Liancourt, est devenu le propriétaire du château de Quinipily en épousant Félicitée Sophie de Lannion, dame de Camors, Quinipily et Baud. Il possède de nombreuses seigneuries. Ce personnage joua un rôle important à Baud et au parlement pendant la Révolution représentant la noblesse aux États généraux, en 1789. Il est partisan des idées nouvelles. Mais à la suite de la chute de la royauté, il émigre en Amérique le 20 août 1792. Le château, déjà en ruines, est vendu en 1794 à Jean Giraldon qui se sert des murs en guise de carrière. Le duc de La Rochefoucauld-Liancourt ne rentre en France que sous le Consulat. Membre de la Chambre des pairs sous la Restauration, il défend l’abolition de l’esclavage et l’amélioration des conditions pénitentiaires. Il est démis de ses fonctions en 1825 par Charles X, opposé à ses idées libérales. Il meurt brutalement en 1827. Il a écrit différents ouvrages sur le monde anglo-saxon ;
- Constantin Le Priol : né à Baud le 27 mai 1763, il devient professeur de philosophie et de mathématiques au collège royal de Vannes en 1784. Ordonné prêtre à 24 ans, l'âge minimum, il refuse la constitution civile du clergé. Il doit s'enfuir et, avec l'évêque de Vannes, Mgr Amelot, se réfugie en Suisse puis en Angleterre. Rentré en France sous le Consulat, Constantin Le Priol reprend sa carrière de professeur à Strasbourg. En 1808, il est nommé proviseur du lycée impérial de Pontivy (Morbihan), qui vient juste d'être créé[72], puis, en 1810, du lycée de Rouen. En 1816, il est nommé recteur de l'académie de Rennes. Il s'intéresse alors aux écoles primaires qui font défaut ainsi qu'aux enseignants, recrutant un bon nombre d'entre eux parmi les Frères des Écoles chrétiennes. Il décède à Hennebont, dans le Morbihan, le 7 octobre 1847 ;
- Narcisse Chaillou, artiste-peintre, résidait en partie à Baud, mais aussi à Rennes. Il avait un atelier de peinture dans le square Delord.

## Sports
La commune de Baud est très bien dotée en termes de sport : handball, tennis, nage avec palme, natation, judo, cyclisme, course à pied, patins à roulettes, danse, tennis de table, zumba, danses africaines, etc. Il existe aujourd'hui un club de football. Celui-ci est issu de la fusion entre la section football de l'Entente sportive de Baud et de la Clarté de Baud, en 2003. L'Entente sportive a été créée en 1945 et déclarée à la sous-préfecture de Pontivy le 21 juillet 1945 et inscrite au JO du 23 août 1945. Elle est agréée par le ministre de l’Éducation nationale le 23 août 1946. La dénomination de l'association à cette époque était « Entente sportive Baud – Camors » pour devenir « Entente sportive Baud » le 11 juin 1960. En 2003, la section football sort de l'Entente sportive de Baud et fusionne avec la Clarté de Baud pour donner naissance au Baud Football Club.